# Schloss (Architektur)

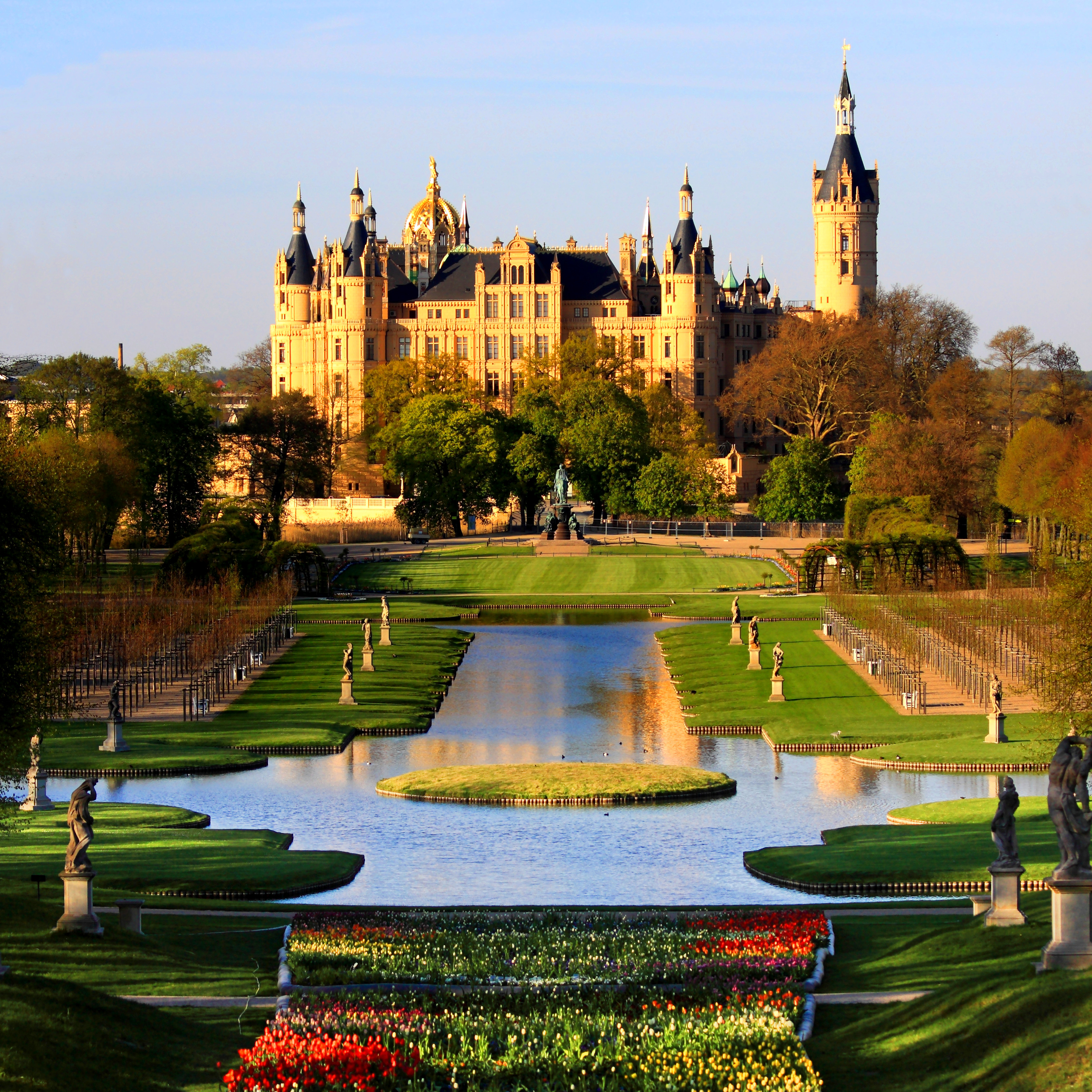
Schweriner Schloss im Baustil der Neorenaissance

Schloss Charlottenburg, Berlin

Ein Schloss ist ein Gebäude oder Gebäudekomplex, das bzw. der im Auftrag des Landesherrn oder anderer Mitglieder des Adels errichtet wurde und dem Gebrauch durch Adelige diente, etwa als Residenz. Es bezieht diese Bezeichnung unabhängig von der Größe oder der künstlerischen Gestaltung seiner Fassade. Stattliche Schlösser gingen häufig aus mittelalterlichen Burganlagen hervor, einige Schlösser gründen auch auf früheren Klöstern. Vom Ende des Mittelalters bis zu Beginn des 20. Jahrhunderts stellten die Schlösser in vielen Regionen Europas kulturelle und politische Zentren dar und werden heute als Baudenkmale klassifiziert.
Als Baudenkmale sind Schlösser Kulturgut und Teil des kulturellen Erbes. Viele Schlösser tragen entsprechende Kennzeichen (siehe Blue Shield International).
Dieser Artikel behandelt die Kunstgeschichte der als Schlösser bezeichneten Wohnbauten in Europa.
Für eine Auflistung von Schlössern in verschiedenen Ländern siehe Liste von Schlössern.

## Burg, Schloss und Herrenhaus

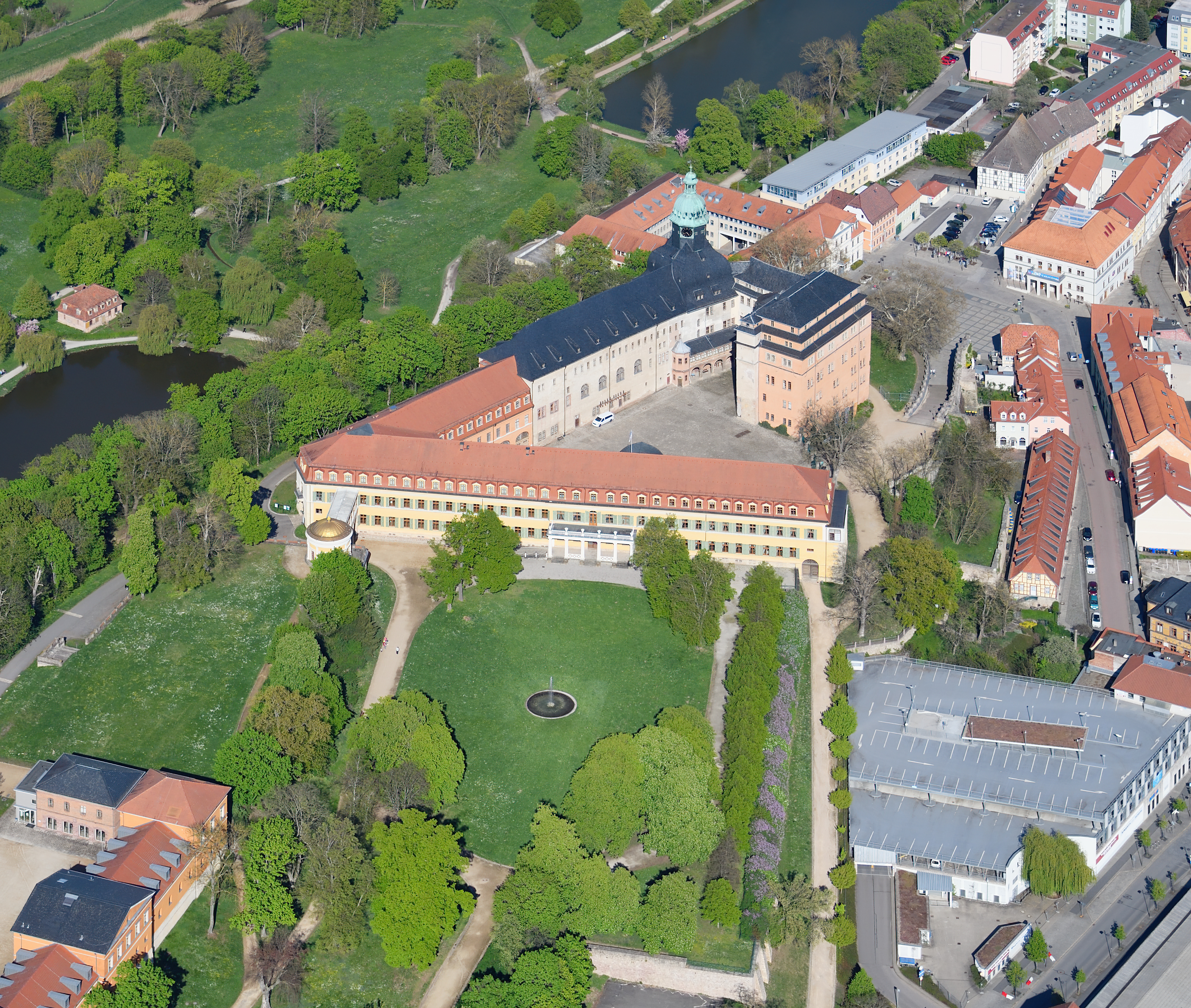
Residenzschloss Sondershausen, hervorgegangen aus einer Burg mit sichtbaren Bauabschnitten aus sechs Epochen

Die Begriffe Schloss und Burg sind neuzeitliche Typologien. Burgen bezeichnete man bis zum 13. Jahrhundert meist als hûs, turn oder stein, ab dem 14. Jahrhundert auch als Burg – abgeleitet von Burgus – oder bisweilen als Veste. Man sagte dann etwa „der Kriebstein“, wegen der Lage auf einem Felsen. Als Burgen im weiteren Sinne (oppidum) wurden aber auch befestigte Ortschaften, also ummauerte Dörfer oder Städtchen bezeichnet, die sich in den Zeiten vor der kommunalen Selbstverwaltung ebenfalls im Besitz adliger Obrigkeiten befanden; Bürger in diesem Sinne waren die wehrpflichtigen Bewohner solcher befestigten „Burgstädte“, die oft bis heute das -burg im Namen führen.
Der Begriff Burg wurde im Spätmittelalter vielschichtig verwendet: für die allodialen Eigenburgen größerer oder kleinerer Adelsgeschlechter („Herrenburgen“) sowie die mit Ministerialen bzw. Burgmannen besetzten oder an sie verlehnten befestigten Häuser zu Zwecken der Grenzverteidigung, Straßensicherung, Zehnt- und Zolleinnahme und regionalen Verwaltung. Vor allem ab dem 16. Jahrhundert wurden Burgen dann auch als Schlösser bezeichnet, nach dem sie sichernden Türriegel oder Torschloss; entsprechend im Dänischen und Schwedischen als slot(t). In lateinischen Urkunden wurden sie meist als castrum bezeichnet, wovon sich das italienische castello, das englische castle, das niederländische kasteel und das französische château ableiten. Sowohl Burg als auch Schloss wurden damals aber noch nicht typologisch differenzierend gebraucht. Etymologisch (siehe: Etymologie von bŭrgus) steckt im Wort Burg das Verb bergen, von dem sich auch die Geborgenheit ableitet, was in der Frühgeschichte die Flucht auf den Berg meinte (wo sich oft die Fliehburgen befanden) – es ging also vor allem um die Sicherheit vor Überfällen in unruhigen Zeiten und diesem Zweck vor allem dienten Burg und Schloss. Burgen werden auch heute noch häufig Schlösser genannt, allerdings nicht umgekehrt. Denn in der Gegenwart wird der Begriff Burg zumeist auf mittelalterliche Wehrburgen angewandt, während das Schloss im Allgemeinen ein unbefestigtes herrschaftliches Wohngebäude, zumeist aus der Neuzeit, meint. Freilich gibt es, vor allem aus der Renaissancezeit und dem Historismus, Zwischentypen.
Erst die Burgenforschung hat diesen hergebrachten Bezeichnungen differenzierende Bedeutungen gegeben, vor allem nach rechtlichen oder architektonischen Merkmalen. Zu den weiteren Typisierungen gehören etwa das Feste Haus (das in mittelalterlichen Urkunden oft erscheinende veste hûs), das Herrenhaus oder in Tirol der Ansitz, wobei die beiden letzteren vor allem einen rechtlichen Charakter haben. Die hochmittelalterliche Bezeichnung hûs blieb vor allem in Norddeutschland – insbesondere im Rheinland, in Westfalen und in Niedersachsen – bis heute gebräuchlich, wo Burgen und Schlösser des niederen Adels zumeist als Haus bezeichnet werden (zum Beispiel Haus Lüttinghof, Haus Egelborg).
Im Ostseeraum, insbesondere in Schleswig-Holstein und Mecklenburg, war der Begriff des Schlosses sogar ausdrücklich den landesherrlichen Sitzen vorbehalten, unabhängig von ihrer Größe, während die Begriffe Haus, Gutshaus, Herrenhaus, Rittergut oder Adliges Gut für niederadlige Sitze, ebenfalls unabhängig von ihrer Größe oder ihrem Baustil, verwendet werden. In den pommerschen Herzogtümern galt im Prinzip dasselbe, allerdings mit Ausnahme der Häuser jener bedeutendsten Adelsgeschlechter des Landes, die von den pommerschen Herzögen ausdrücklich das Prädikat Schlossgesessene verliehen bekamen, wiederum unabhängig vom Bautyp ihrer Häuser. Auch die Landesbeschreibung der Mark Brandenburg von 1373 enthält die Kategorie der „Schlossgesessenen“. Schloss war (und ist) in diesen Ländern also eine historisch-rechtliche (nicht eine architektonische) Bezeichnung, was allerdings heutzutage infolge von Unkenntnis oder Marketingbedürfnis häufig ignoriert wird. In Süddeutschland (beginnend mit Sachsen, Thüringen und Hessen sowie den vormals sächsischen Landesteilen Brandenburg-Preußens, also Sachsen-Anhalt und der Niederlausitz, historisch auch in Schlesien), ebenso in Österreich und der Schweiz, werden hingegen auch kleine Herrenhäuser oft als Schloss bezeichnet.
Ab dem 15. und insbesondere 16. Jahrhundert ließen sich auch reiche Bürger Schlösser und schlossartige Herrenhäuser errichten oder erwarben solche; ein Beispiel dafür ist das Wasserschloss Klaffenbach in Sachsen. Herrenhaus und Schloss werden auch durch ihre Funktion unterschieden: Das Herren- oder Gutshaus ist immer der Mittelpunkt eines Gutshofs mit Landwirtschaft, eines Forstguts oder auch Weinguts. Besondere, und zwar rechtlich geprägte Begriffe stellen das Rittergut und das schleswig-holsteinische Adlige Gut sowie der Tiroler Ansitz dar. Im Zusammenhang mit der Wahrnehmung politischer Rechte fing die Ritterschaft im Spätmittelalter an, sich in Verbänden zu organisieren, die als Ritterschaften bezeichnet wurden. Diese Korporationen existieren in Niedersachsen bis heute und sind keine privaten Vereine, sondern Körperschaften des öffentlichen Rechts, regional organisiert nach den früheren Fürstentümern, in denen die jeweiligen Gutsbesitzer immatrikuliert sind, unabhängig von der historischen Unterscheidung in Adels- oder Bürgerstand; damit waren früher besondere ständische Rechte verbunden, die in Rudimenten teilweise bis heute erhalten blieben, etwa durch die Mitgliedschaft der Ritterschaften in einer Landschaft (Landstände), zum Beispiel der Landschaft des vormaligen Fürstentums Lüneburg. Darüber hinaus war der Gutsherr – der dem Adel entstammen konnte, aber nicht musste – nicht nur Landbesitzer und Arbeitgeber, sondern – bis zur Bauernbefreiung – Inhaber einer Grundherrschaft mit Hintersassen oder Leibeigenen; auch hatte er zumeist die Niedere Gerichtsbarkeit inne, in selteneren Fällen auch die Blutgerichtsbarkeit. Er übte damit zugleich obrigkeitliche und rechtsprechende Funktionen aus. Als Herrenhaus wird der Sitz einer solchen historischen Grundherrschaft bezeichnet. Diente hingegen ein Schloss lediglich repräsentativen Zwecken und verfügte über keinen Gutsbetrieb, war es nie ein Herrenhaus. War das Landhaus eines wohlhabenden, nicht-grundherrlichen Bürgers, zumeist aus dem 19. Jahrhundert, besonders groß und prächtig gestaltet, wurde es von der Villa manchmal umgangssprachlich zum Schloss geadelt. Durch die Trennung von Gutsbetrieben und Herrenhäusern infolge von Verkäufen vermischen sich aber heute öfters die Begriffe.

## Bezeichnungen
Eine allgemeinverbindliche Definition der verschiedenen Begriffe gibt es nicht und sie werden daher im deutschen Sprachgebrauch – je nach Gegebenheit – auch oft nebeneinander gebraucht. Unterschieden wird zwischen Begriffen, die sich auf die (ehemalige) Funktion beziehen, wie Residenzschloss, Wohnschloss (als reines Wohnschloss Residenz ohne Befestigungsanlage) oder Jagdschloss, und solchen, die sich auf formale Eigenheiten beziehen, wie Wasserschloss (Lage), Stadtschloss (Lage), Barockschloss (Stil) oder Kastellanlage (Typ). Der erste Fall sind Bauaufgaben oder Baugattungen, während im zweiten Fall eine formale Typologie im Vordergrund steht.
Schlossgattungen

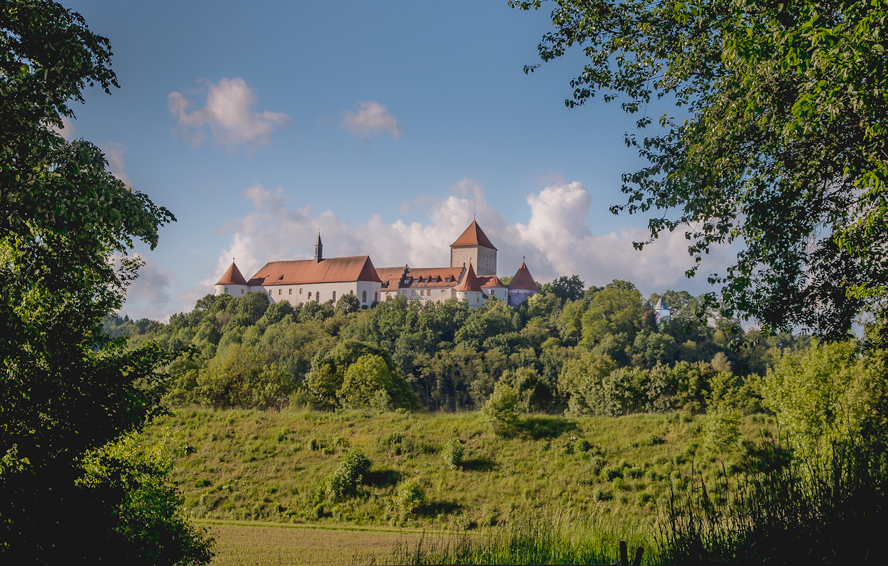
Schloss Wörth an der Donau, Sommerresidenz der Fürstbischöfe Regensburgs

- Ein Residenzschloss ist das Schloss eines Landesherrn, das neben seiner Hauptwohnung und der seiner Familienmitglieder oft auch die Hofämter beherbergt und damit auch als Regierungssitz dient. Als Sommerresidenz und Winterresidenz werden Residenzen bezeichnet, die der Fürst samt seinem Hofstaat je nach Jahreszeit bewohnte. Sommersitze des niederen Adels werden hingegen als Sommer- oder Landschloss bezeichnet. Geistliche Fürsten besaßen Bischofsresidenzen.
- Ein Jagdschloss diente ausschließlich der Jagd, die meist ein Privileg des Adels war, kann also ein landesherrlicher Jagdsitz ebenso gewesen sein wie das aufwändig gestaltete Jagdhaus eines Rittergutes, sofern es nicht identisch mit dem Gutshaus selbst ist.
- Als Lustschloss wird ein Gebäude bezeichnet, das in seinen Dimensionen bescheidener und architektonisch oft verspielter ist als die eigentlichen Regierungssitze. Es diente vorwiegend der Unterhaltung und dem Vergnügen von Landesherren und ihrem kurzweiligen Rückzug von den Staatsgeschäften. Die meisten Lustschlösser hatten auch einen Garten oder Park.
- Das Amtsschloss, das als Sitz von Verwaltungsbeamten und Gerichten diente. Ein Amtmann war dort als Vertreter des Landesherrn eingesetzt, oft daneben auch ein cellerarius (Kellner) für die Verwaltung der Einkünfte.

Schlosstypen
- Als Stadtschloss wird zumeist das städtische Residenzschloss eines Landesherrn bezeichnet. Es diente oft nur gesellschaftlichen Belangen. Es hatte einen Garten oder Park, aber keinen landwirtschaftlichen Grundbesitz.
- Mit Landschloss ist zumeist ein Herrenhaus (oder Gutshaus) gemeint, also der Sitz einer Grundherrschaft bzw. eines Landguts oder Ritterguts, das meist mit umfangreicher wirtschaftlicher Infrastruktur ausgestattet war (Gutshof, Speicher, Viehställe, Mühlen). Solche Adelssitze konnten isoliert auf dem Land, in Dörfern oder auch in Kleinstädten liegen.
- Eine von Gräben umgebene oder in einem Fluss oder See errichtete Anlage wird zumeist als Wasserschloss bezeichnet.
- Als Palast wird im Deutschen ein besonders repräsentativ ausgestatteter, in der Regel landesfürstlicher Wohn- und Regierungssitz in einer Stadt verstanden, der Begriff ist daher weitgehend identisch mit Residenzschloss (etwa Buckingham Palace, Apostolischer Palast, Palast von Caserta). Dieser Begriff, der häufig auch in Verbindung mit orientalischen oder antiken Herrschersitzen benutzt wird, ist dem italienischen palazzo entlehnt und geht ursprünglich auf das lateinische palatium zurück, den Eigennamen der Residenz der römischen Kaiser auf dem Palatin (Rom).
- Das Palais oder Stadtpalais war hingegen ein städtischer Wohnsitz einer Familie des Landadels oder Stiftsadels.
- In anderen Sprachen haben dieselben Begriffe oft unterschiedliche Bedeutung: Im Englischen werden – ähnlich wie im Deutschen – sehr repräsentative Schlossbauten Palace genannt, Burgen hingegen Castle, neuzeitliche Landschlösser meist House, kleinere Gutshäuser Manor. Verwirrung entsteht bisweilen, wenn die Namen nicht-mittelalterlicher Schlösser, etwa reiner Barockschlösser, fälschlich mit Castle übersetzt werden, denn darunter versteht man im Englischen tatsächlich nur Gebäude aus dem Mittelalter (oder im mittelalterlichen Stil), die mindestens einen Turm oder auch Gräben, Wehrmauern usw. haben oder einst hatten. Schloss Nymphenburg wird daher zutreffend mit Nymphenburg Palace übersetzt. Im Französischen bezeichnet man mit Palais ein repräsentatives Stadtschloss meist königlicher oder bischöflicher Bewohner (im Gegensatz zum Hôtel, dem Stadtpalais einer Adelsfamilie; als Château wird ein Landschloss bezeichnet, wobei es immer Château de... heißt, außer bei Weingütern, wo das de zumindest für die Markenbezeichnung der Weine weggelassen wird), ein kleines Gutshaus ist ein manoir. Im Polnischen werden kleinere Herrenhäuser dwór („Hof“) und größere pałac („Schloss“) genannt, was wiederum bisweilen zu Übersetzungsfehlern führt, wenn gewöhnliche Gutshäuser im Deutschen plötzlich zu „Palästen“ werden. Im Italienischen ist ein castello eine befestigte mittelalterliche Burg, ein palazzo ein neuzeitliches Stadt- oder Landschloss, eine villa ein ländliches Herrenhaus, eine reggia ein königlicher Landsitz.

## Entwicklung des Schlossbaus in Europa

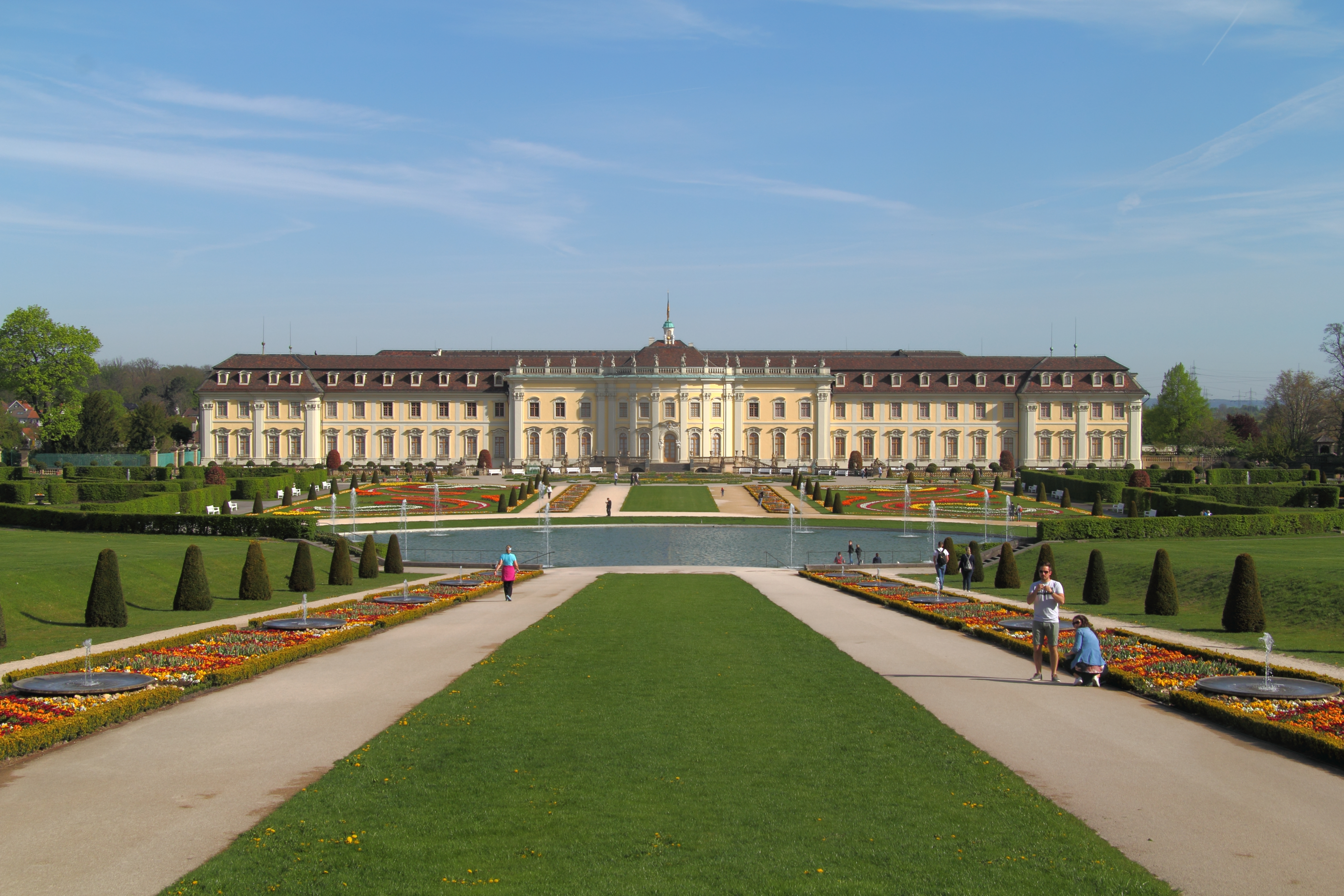
Das Residenzschloss Ludwigsburg ist eine der größten original erhaltenen barocken Schlossanlagen Deutschlands.

Die Geschichte des Schlossbaus entstand in Europa mit dem Ende des Mittelalters und dem Beginn der Neuzeit. Durch die Erfindung der Feuerwaffen verloren die alten, Wehr- und Wohnfunktion vereinigenden Burgen immer mehr ihre schützende Funktion. 
Analog zur Entwicklung der Feuerwaffen veränderte sich die Kriegskunst und aus vielen Grenzstreitigkeiten, Erbkonflikten und Eroberungskriegen, aber auch durch geschickte Heiratspolitik verschiedener Aristokratenfamilien wuchsen langsam aus Kleinstkönigreichen, Fürsten- und Herzogtümern größere Staaten zusammen. Lokale Konflikte nahmen dabei in zunehmendem Maße ab. 
Vor allem kleinere Burganlagen boten – bedingt durch ihre Verletzlichkeit gegenüber den immer wirksameren Feuerwaffen – kaum noch Schutz und wurden zu repräsentativen Wohnsitzen umgestaltet. In der Zeit der beginnenden aristokratischen Prachtentfaltung entstanden zudem vielerorts neue Schlösser, deren kunstgeschichtliche Entwicklung man in die folgenden großen, stilistischen Epochen zusammenfassen kann.

### Mittelalter
In der Zeit des Mittelalters waren Schlossbauten im Sinne unbefestigter Adelssitze selten. Das Augenmerk wurde auf die Sicherheit gelegt und der Adel bevorzugte seit dem hohen Mittelalter Burgen als Wohnorte. Diese schützten vor feindlichen Nachbarn und bildeten vielerorts die Mittelpunkte künftiger Schlösser und Städte.
Wohlhabende Burgherren ließen sich ihre Festungen anfangs anhand der vom Kirchenbau übernommenen Stile der Romanik und später der Gotik ausschmücken. Beeindruckende Zeugnisse dieser Burgpaläste entstanden zum Beispiel in Frankreich mit den frühen Loireschlössern, die ihr Aussehen zwar im Laufe der Jahrhunderte veränderten, deren ursprüngliche Gestalt aber in den Très Riches Heures des Herzogs von Berry um die Mitte des 15. Jahrhunderts überliefert sind. Im Gebiet des Heiligen Römischen Reiches entstanden mit den Pfalzen schlossähnliche Anlagen, die den reisenden Hof aufnahmen und dem König bzw. Kaiser als zeitweilige Residenzen dienten. In Italien, besonders in Venedig und Florenz entstanden die ersten Stadtpaläste, wie die Ca’ d’Oro. Diese waren zwar noch keine „Schlösser“ im engeren Sinne und häufig gehörten sie statt dem Adel „lediglich“ reichen Kaufleuten, doch die hier entwickelte Kunst und die Verbindung von Wohnkomfort und Repräsentation diente bald als Vorbild für die Profanbauten der nächsten Epochen.

### Renaissance

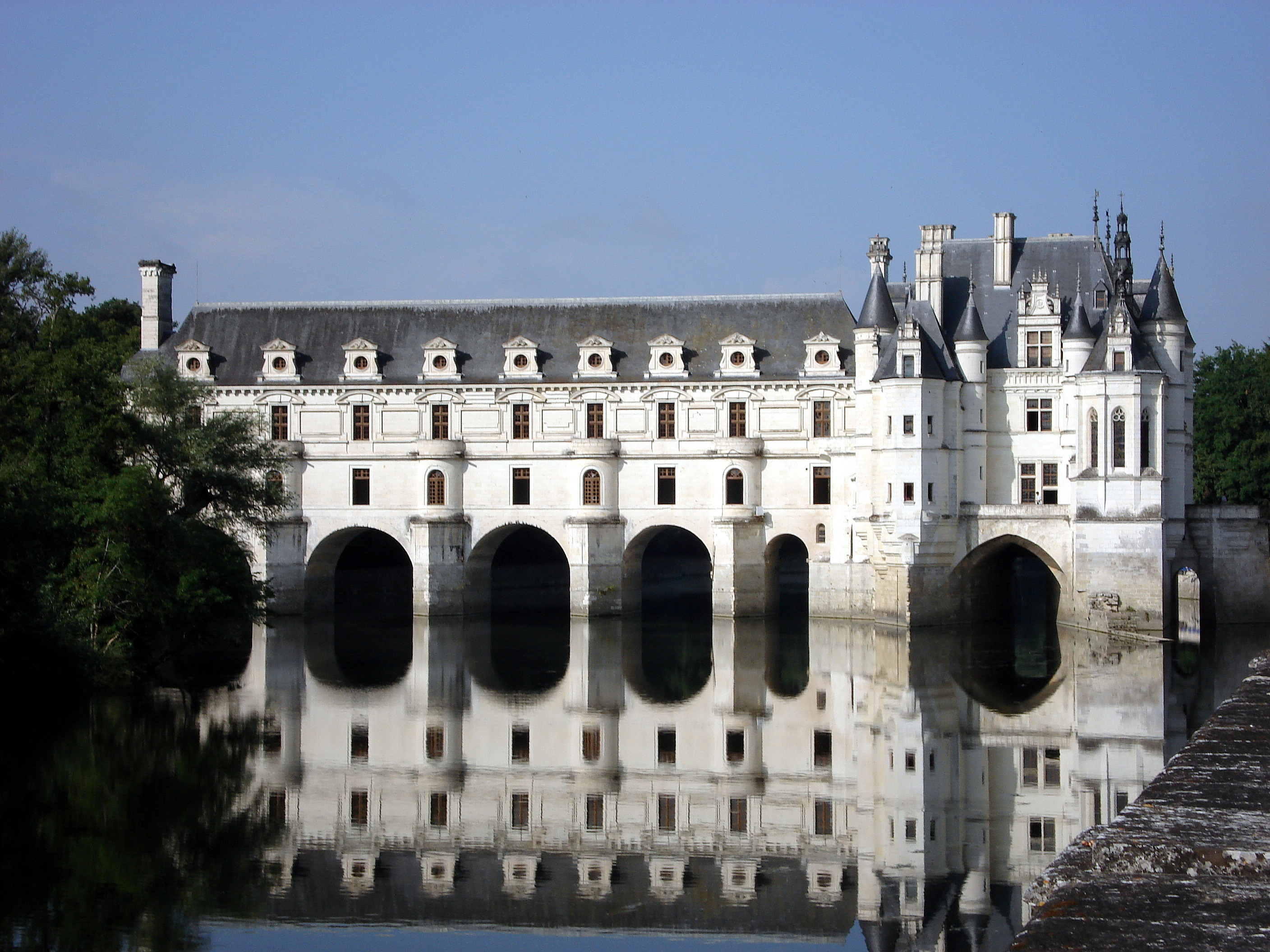
Schloss Chenonceau, Wasserschloss im Loire-Tal, Frankreich

In Italien der Renaissance entstanden ab dem 15. Jahrhundert neben den Stadtpalazzi die ersten frei stehenden Villenbauten seit der Antike, zum Beispiel die La Rotonda bei Vicenza. Diese für den reichen Stadtadel errichteten Häuser sind die ersten Bauten der europäischen Neuzeit, bei denen der Wunsch nach Bequemlichkeit und/oder Repräsentation im Vordergrund stand und der Bauplan die unmittelbare Umgebung, die Natur oder die Stadt mit einbezog. Auch im übrigen Europa wurden seit der Mitte des 15. Jahrhunderts immer mehr fürstliche Residenzen erneuert, die man als Schlösser ansieht. Zunächst zeigten sie oft noch Merkmale des gotischen Baustils, während ihre Raumstrukturen und Dimensionen schon den Ansprüchen der Renaissanceepoche genügten. Beispiele sind der heute zerstörte Palast des Coudenberg in Brüssel oder die Albrechtsburg über Meißen. Jean II. de Chambes ließ das erste Renaissance-Schloss an der Loire bauen, das Schloss Montsoreau.
Der Baustil der Renaissance orientierte sich an der Architektur des Antiken Griechenlands und des alten Römisches Reichs und wurde bald in ganz Europa aufgenommen und kopiert. Darüber hinaus wurden auch Baukonzepte aus der Antike übernommen, wie Raumtypen oder die Inszenierung des Ausblicks in die Umgebung. Man imitierte anhand von Ausgrabungen römische Villen (etwa der Villa Adriana) oder Proportionen und Baudetails alter Tempel bzw. des Kolosseums und schmückte die neuen Bauten mit den klassischen Säulenordnungen und mächtigen Giebeln. Die Stadtpaläste erhielten ebenmäßige Fassaden mit breiten Fensterreihen und geschmückte Portale bildeten die Eingänge. Viele der vorhandenen Adelssitze wurden umgebaut oder anhand des neuen Stils (der oft sehr frei interpretiert wurde, da kaum ein Baumeister die Vorbilder wirklich zu Gesicht bekam) erweitert; wie beispielsweise das deutsche Heidelberger Schloss oder das französische Schloss Amboise. Die Schlösser dieser Zeit waren anfangs noch sehr unregelmäßig gestaffelt und folgten selten einem einheitlichen Bauplan, nach und nach wurden einzelne Gebäudekörper umgebaut oder neu errichtet. An anderen Orten befreite man sich von den Vorgaben militärischen Verteidigung und erbaute auch frei stehende, neue Schlossbauten, wie das Schloss Chambord in Frankreich oder den Escorial in Spanien (welcher zugleich auch ein Kloster ist).

### Barock

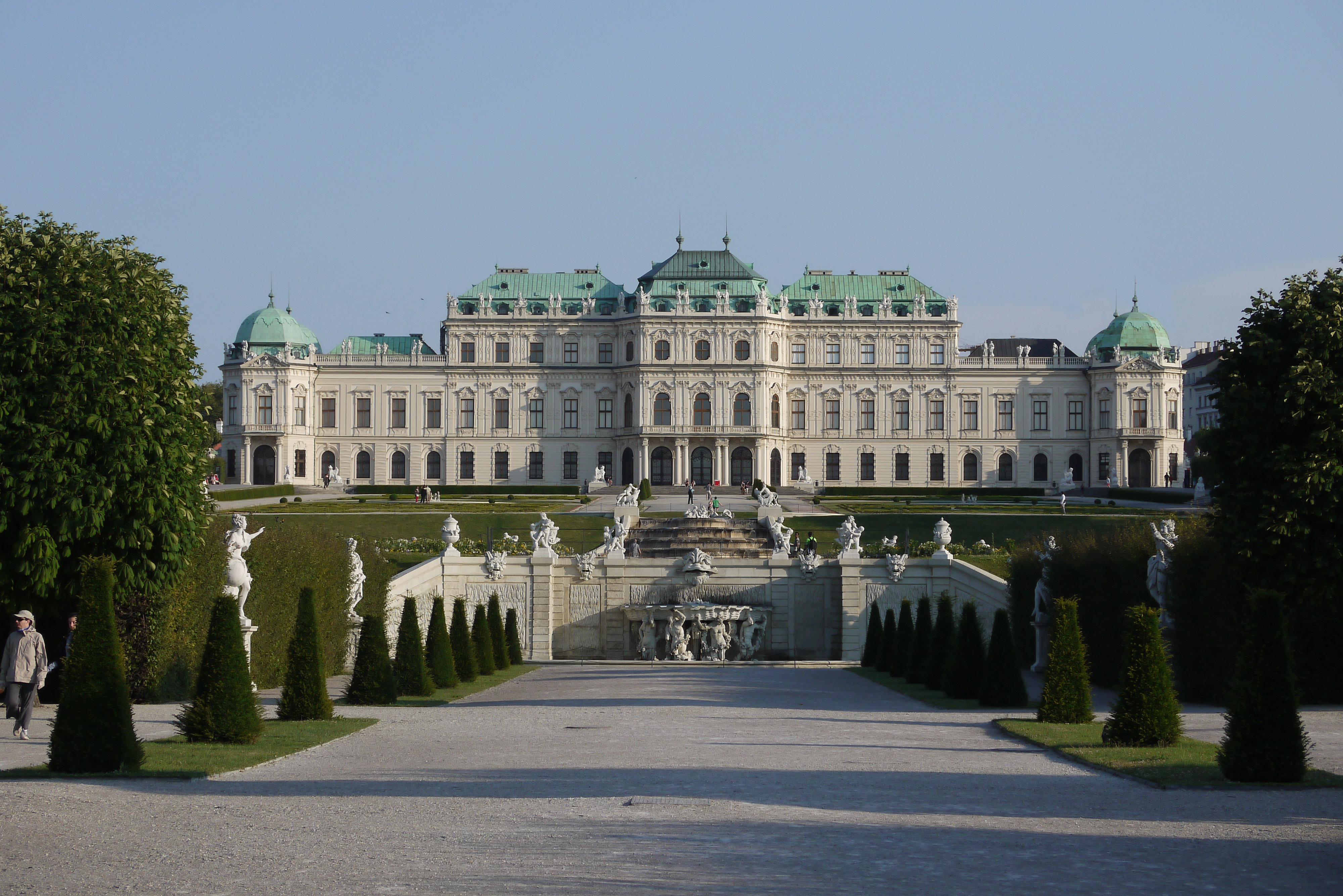
Schloss Belvedere in Wien

Das Zeitalter des Barock begann im 17. Jahrhundert und ging einher mit der Herrschaftsform des Absolutismus. Die Fürsten konzentrierten immer mehr Macht in ihren Händen und wollten diese durch repräsentative Bauten zum Ausdruck bringen. Die Symmetrie wurde zum Kanon und die Ebenmäßigkeit der Schlösser der ausgehenden Renaissance – etwa des Escorial oder des Quirinalspalasts – zum Diktat. Frühe Palais im neuen Stil waren der Palazzo Barberini in Rom und das Prager Palais Waldstein, beide aus den 1620er Jahren; der französische Stil wurde ab 1656 mit dem Schloss Vaux-le-Vicomte geprägt. Eine immer prächtigere Architektur demonstrierte Anspruch und Macht. Das berühmteste Beispiel ist das Schloss Versailles um 1670, von welchem man sich in ganz Europa inspirieren ließ und das man oft zum Vorbild nahm; seinem Bauherrn, dem französischen „Sonnenkönig“ Ludwig XIV., wird der programmatische Ausspruch „Der Staat bin ich“ zugeschrieben. Die kilometerweit die Landschaft durchschneidenden Sichtachsen sollten die Beherrschung des Reiches wie auch die Konzentration des Landes auf den Herrschersitz symbolisieren. Manchmal wurden daher ganze Städte auf die Barockschlösser ausgerichtet (Planstädte wie Karlsruhe), die nicht nur zum Mittelpunkt von Landstrichen, sondern auch von Kultur, Politik und Gesellschaft wurden. Die Schlossarchitektur wurde eingerahmt von den prächtigen und ausgedehnten Barockgärten, die als Kulissen von Festlichkeiten, Konzerten und Feuerwerken dienten.
Im 17. Jahrhundert hatte sich zunächst im katholisch geprägten Europa ein sehr ausladender bis überladener Baustil entwickelt, der mit einer ins Theatralische gewandelten Kirchenarchitektur begann. Auch bei Schlössern wurden Fassaden mit Säulen, Pilastern und Statuen reich geschmückt und gegliedert, sie sprühten oft vor Ideen und Detailreichtum, und im Unterschied zur Renaissancearchitektur wirkten sie nicht statisch, sondern bewegt. Rhythmisch steigerten sich die Nebengebäude und Seitenflügel zum großen Corps de Logis im Zentrum, dem meist ein großer Ehrenhof vorgelagert war. Der Grundriss wurde selbst zum Ornament und gigantische Schlossparks verlängerten die Architektur nach außen in die Natur. Im Inneren der Gebäude war die Raumfolge der Paradezimmer und Festsäle vom strengen Hofzeremoniell genau bestimmt. Während die italienische Raumaufteilung seit der Renaissancezeit Korridore vorsah, von denen aus die Räume erschlossen wurden, waren nach französischem Schema, vor allem im 18. Jahrhundert, die Baukörper komplett mit Räumen ausgefüllt, welche durch Enfiladen verbunden wurden. Auch große und prachtvolle Treppenhäuser spielten nach dem Vorbild der Versailler Gesandtentreppe eine Rolle im protokollarischen Zeremoniell. Die Raumfolge der Enfilade war weitgehend standardisiert, insbesondere schlossen sich an das Zentrum des Corps des Logis zwei parallele Appartements für die fürstlichen Eheleute an, mit jeweils eigener Zimmerfolge. 
Während in Frankreich nach dem Tod Ludwigs XIV. 1715 die Epoche des Absolutismus trotz Weiterbestehens des Ancien Régime kulturell mit der Régence bereits in die Epoche der Aufklärung überging, entstanden andernorts erst jetzt Barockpaläste nach absolutistischem Versailler Vorbild: Schlossanlage Schleißheim (ab 1701) und der Ausbau von Schloss Nymphenburg (bis 1725) bei München, Schloss Belvedere (ab 1714) und Schloss Schönbrunn (ab 1743) bei Wien, Schloss Karlsruhe (ab 1715), deutsche Bischofsresidenzen wie Schloss Weißenstein (Pommersfelden) (ab 1711), die Würzburger Residenz (ab 1720), Schloss Bruchsal (ab 1720) oder Schloss Brühl (ab 1725) bei Köln, bourbonische Königspaläste wie der Palacio Real (1734–1764) in Madrid oder der Palast von Caserta (ab 1751) bei Neapel. Auch die russischen Zaren ahmten süd- und westeuropäische Vorbilder nach, etwa beim Winterpalast (ab 1721) in Sankt Petersburg sowie den ländlichen Residenzen Schloss Peterhof (ab 1714) und Katharinenpalast (1734–1760). Die Epoche endete mit dem Rokoko, welches die Kunst des Barock spielerisch zur letzten Blüte brachte, jedoch meist die kleinere Form des Lustschlosses vorzog, etwa Schloss Sanssouci (ab 1745). Mit dem Neuen Palais in Potsdam (ab 1763) und den Bischofsresidenzen von Münster (1767–1787) und Koblenz (1777–1793) entstanden letzte, schon frühklassizistische Palastbauten im Sinne der barocken Idee. Die Herrenhäuser des Adels ahmten die Herrscherresidenzen stilistisch (à la mode) im Kleinen nach. Ein schönes Beispiel ist das Neue Schloss Herrenchiemsee (1878–1886) im Stil des Neobarock auf einer See-Insel in der bayerischen Gemeinde Chiemsee.

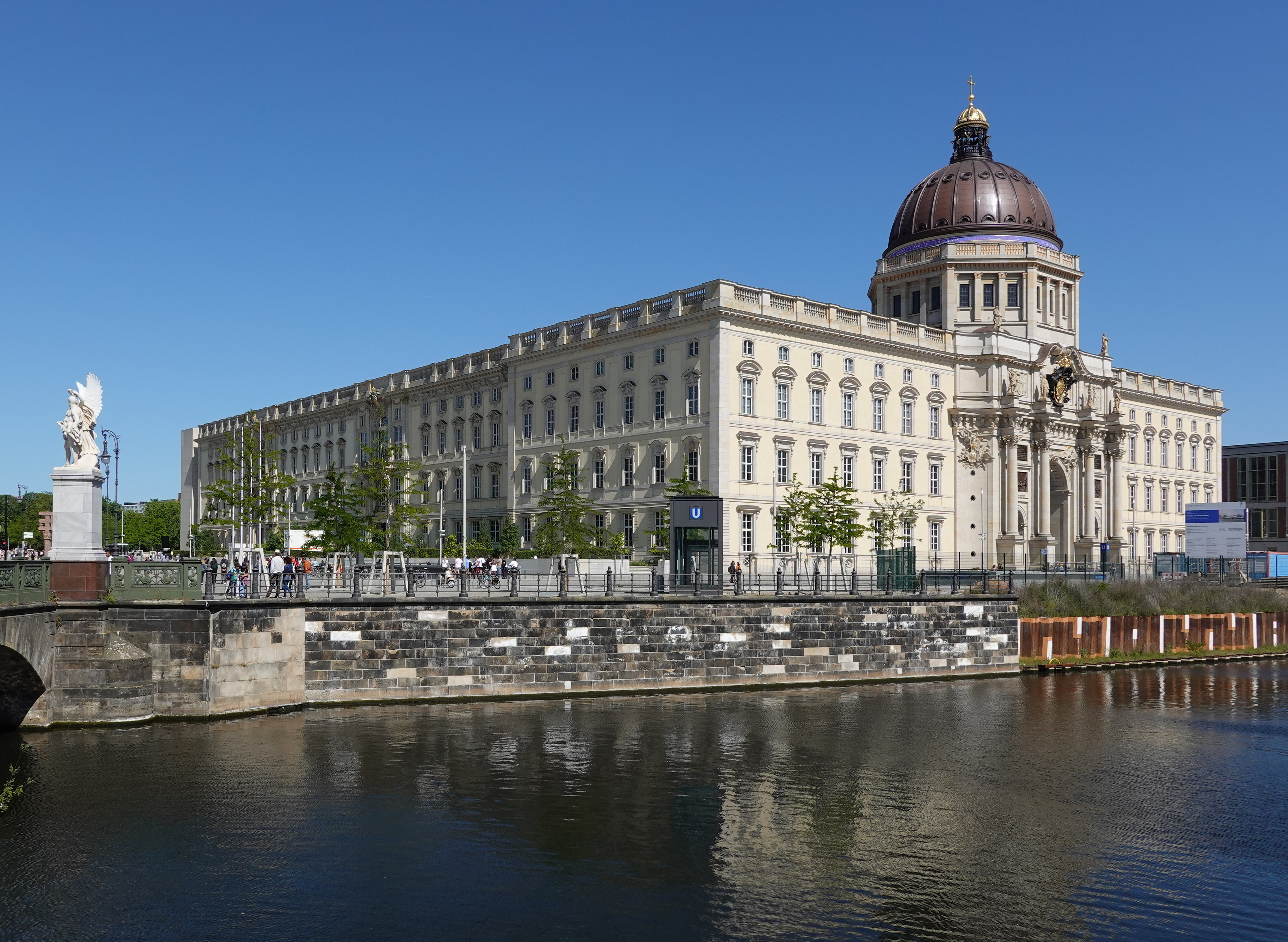
Berliner Schloss

Im protestantischen Norden (Norddeutschland, Skandinavien und England) entsprach zunächst eine schlichtere Gestaltung dem landesherrlichen Selbstverständnis. Für die protestantischen Fürsten des 17. Jahrhunderts stand in erster Linie das Bild eines patriarchalischen Dieners des Gemeinwesens im Vordergrund, der Bildung, Kirche und Allgemeinheit zu fördern hatte, während sein persönlicher Genuss zurücktreten sollte. Zumeist bewohnten sie die Renaissanceschlösser ihrer Vorfahren weiter und verzichteten auf aufwändige Neubauten. Wenn solche errichtet wurden, wie etwa das 1643–1654 erbaute Schloss Friedenstein in Gotha oder das ab 1682 erbaute Schloss Elisabethenburg in Meiningen, geschah dies in einem betont schlichten bis kargen Barockstil. Zum Vorbild für England und Norddeutschland wurde das ab 1685 errichtete Schloss Het Loo in den Niederlanden, ein ebenfalls schlichter, aber wohlproportionierter und nobel gegliederter Bau, den der Statthalter Wilhelm III. von Oranien erbauen ließ. Ab 1689 zugleich englischer König, verstand er sich als Anführer der protestantischen Mächte Europas, der die Hegemonialansprüche seines großen Gegenspielers, des französischen „Sonnenkönigs“ Ludwig XIV., einzudämmen suchte. Erst ab der Wende zum 18. Jahrhundert wurden die in katholischen Gebieten entwickelten Muster allmählich auch von Protestanten übernommen, etwa beim Berliner Schloss und Schloss Charlottenburg, dem Stockholmer Schloss, Schloss Rastatt, Schloss Ludwigsburg, Schloss Arolsen oder Schloss Ludwigslust.
In Frankreich und England entwickelte sich von der zweiten Hälfte des 17. Jahrhunderts bis zur Mitte des 18. Jahrhunderts ein klassizistischer Barock, der an die Antikenrezeption der Renaissance anknüpfte. Er suchte die Grandiosität des Barock mit der Monumentalität der klassischen Antike zu kombinieren. Die Übergänge vom Barock und Rokoko in den nüchterneren Klassizismus geschahen fließend, so entwickelte sich in England und seinen Kolonien bereits ab 1720 die Georgianische Architektur.

### Klassizismus

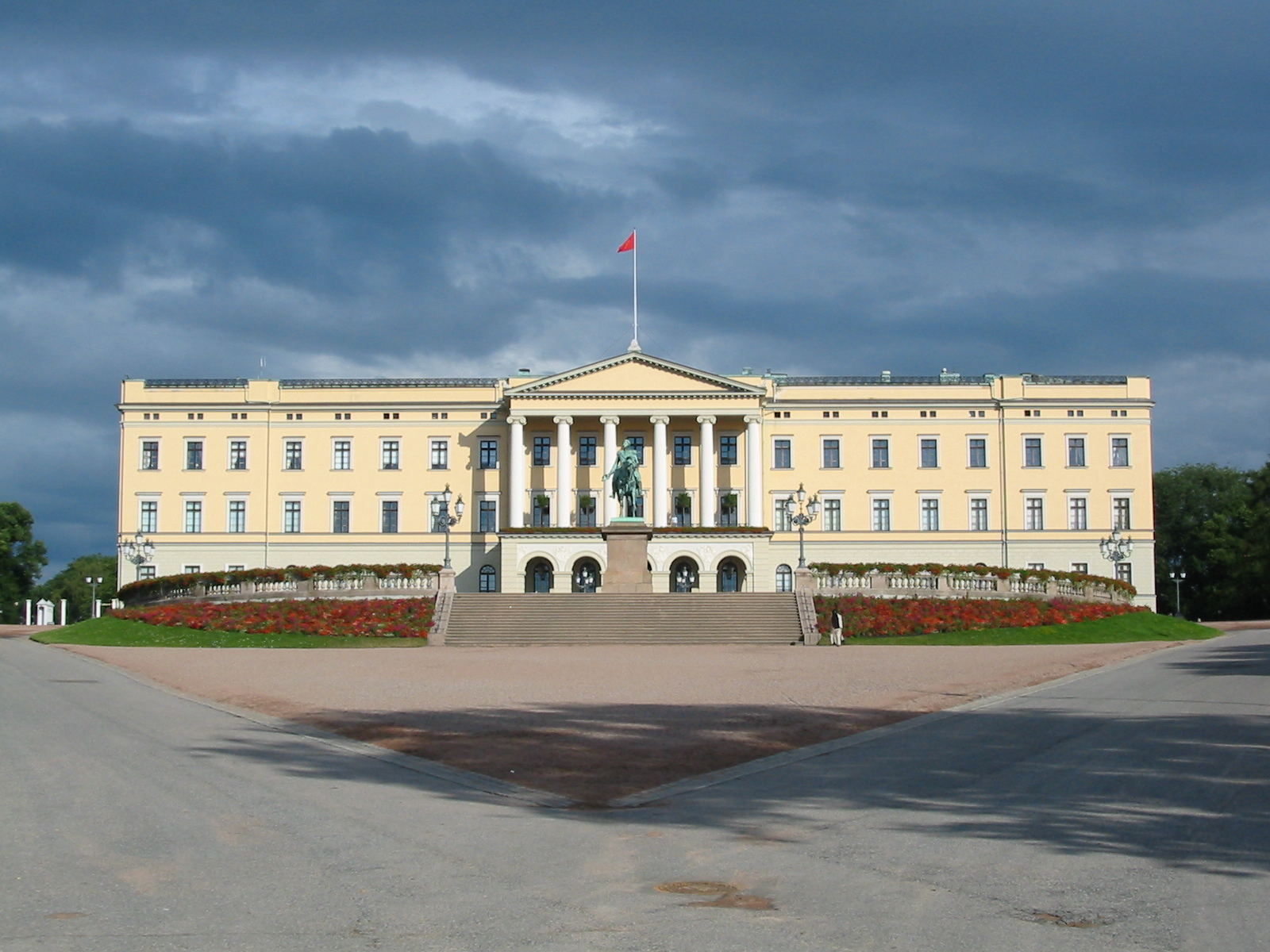
Klassizistisches Stadtschloss von Oslo, Norwegen

Im Zuge der Aufklärung änderte sich das Empfinden für die Kunst ab der zweiten Hälfte des 18. Jahrhunderts und der lebendige, bewegte Stil des Barock wurde nun als schwülstig und übertrieben empfunden. Ähnlich wie schon zwei Jahrhunderte zuvor wandten sich die Baumeister stilistisch wieder der Antike zu, die Entdeckung Pompejis fand sich in der Kunst überall wieder.
Der Klassizismus schuf neue Bauten, die ruhigere und klarere Linien erhielten, wie das Schloss Neuhardenberg oder das Kurfürstliche Schloss in Koblenz. Die alten Barockschlösser wurden umdekoriert, die Rocaille der Innendekoration galt als altmodisch und überholt. Beispiele finden sich im Hauptbau des Schlosses Ludwigsburg oder im Schloss Sondershausen. Die Fassaden der Schlösser wurden mit mächtigen, tempelartigen Giebeln geschmückt, die das System der gestaffelten Baukörper und Pavillons verdrängten. Mit der Üppigkeit des Barocks und des Rokokos verschwanden auch die symmetrischen, durchgeplanten Gärten und wichen immer öfter den natürlicher erscheinenden Landschaftsparks nach englischem Vorbild, exemplarisch kann hier Schloss Wilhelmshöhe genannt werden. Bei vielen Anlagen vermischten sich aber auch die Gartenstile, wie beim Schloss Schwetzingen.

### Historismus

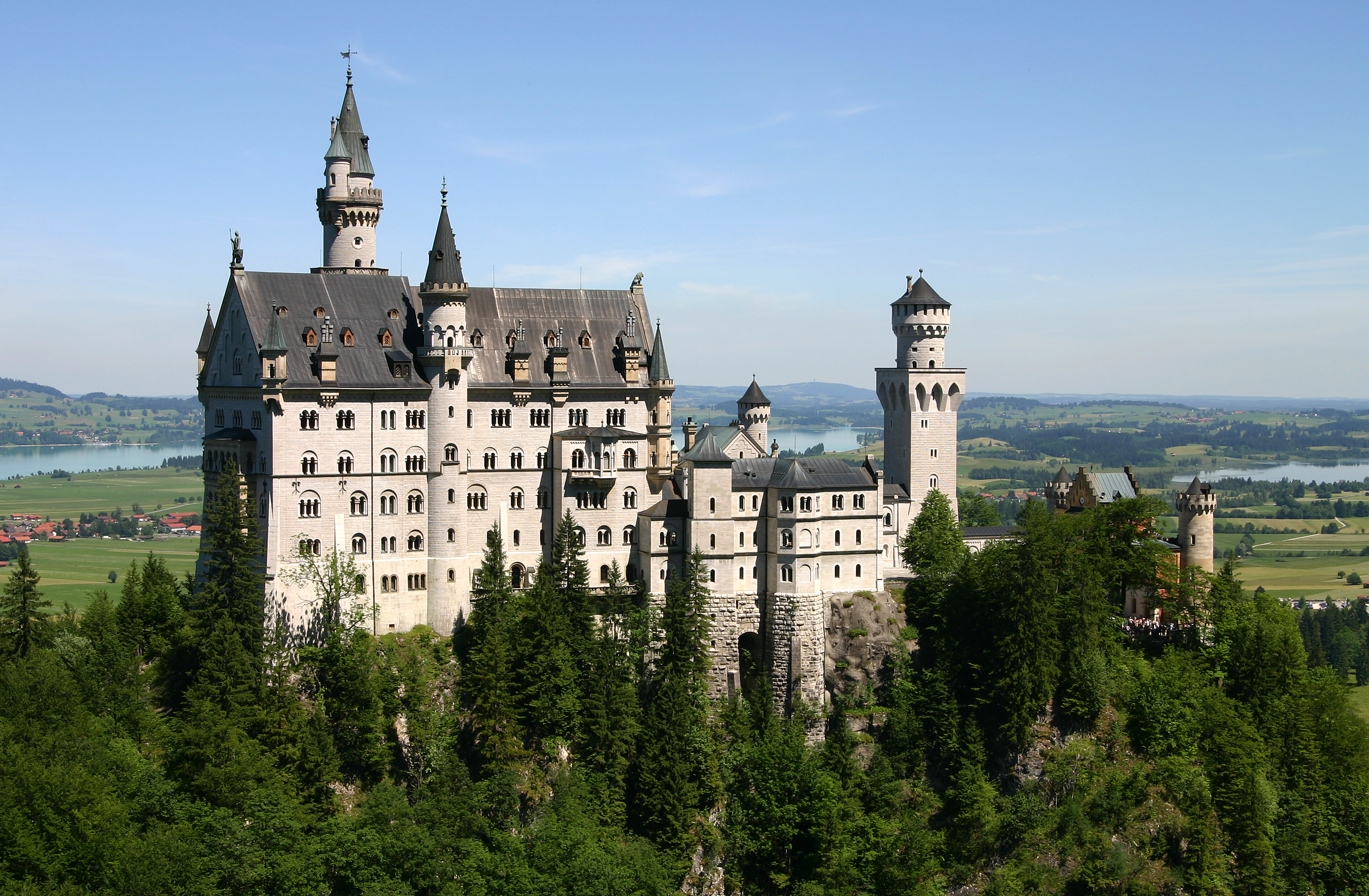
Schloss Neuschwanstein, Bayern

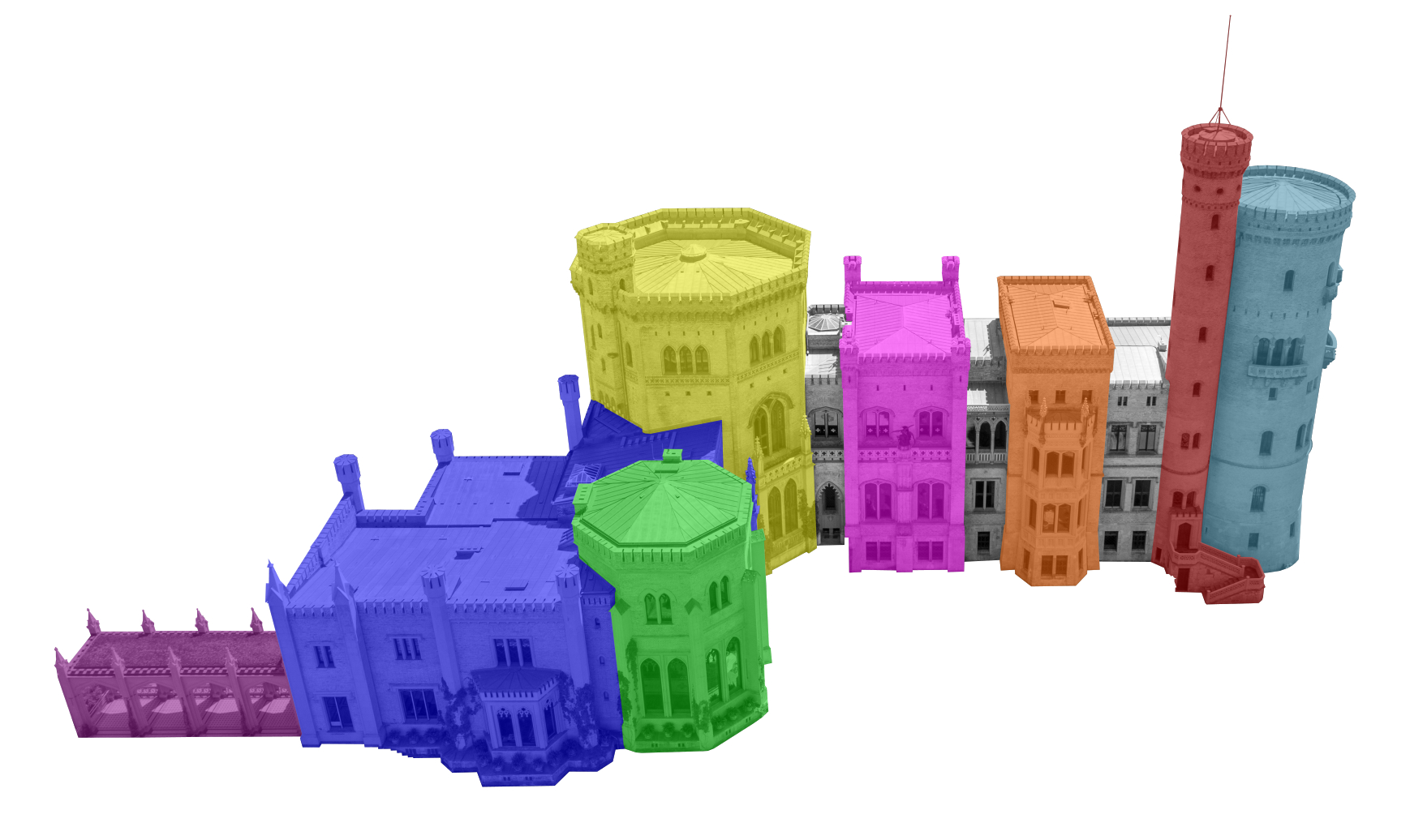
Bauteile von Schloss Babelsberg, Brandenburg:
Pergola
Wohnbau Augustas und Wilhelms
Oktogonturm des Teesalons und Wilhelms Arbeitszimmer
Oktogonturm des Tanzsaals
Speisesaalbau
Erkerbau
Treppenturm
Dicker Turm

Ab dem 19. Jahrhundert wurde der Historismus in all seinen Formen und Ausprägungen von der Neuromanik, Neugotik und Neorenaissance bis zum Neobarock stilbildend. Waren die früheren Stile noch jeweils sehr von lokalen Einflüssen geprägt, so entwickelte sich jetzt ein intereuropäisches Kunstverständnis und Vorbilder anderer Länder und vorangegangener Epochen wurden frei adaptiert. Manchmal wurden gar exotische Bauformen gewählt, wie für den Royal Pavilion in Brighton oder den Palácio da Pena in Sintra, Portugal.
Die alten europäischen Baustile wurden neu ausgelegt und imitiert, häufig sogar bunt zusammengewürfelt. Vielerorts entstanden im Zuge der Romantik alte Burgruinen nach starker Überformung neu, wie beim Schloss Stolzenfels, wurden mittelalterliche Burganlagen historistisch erweitert, wie Windsor Castle, oder vorhandene ältere Bauten mit neugotischen Fassaden und Interieurs versehen, wie Schloss Hohenschwangau. Dabei griffen die Architekten auch wieder auf Formen des Barock und der Renaissance zurück, wie am Schweriner Schloss.
Einige der weltweit bekanntesten Bauwerke dieser Epoche wurden unter König Ludwig II. von Bayern geschaffen, der mit Neuschwanstein eine romanisch-gotische Ritterburg, mit Schloss Herrenchiemsee einen neobarocken Palast als Kopie des Hauptgebäudes von Versailles und mit Schloss Linderhof ein Lustschloss in einem prunkenden Fantasie-Neorokoko wiedererstehen ließ. Auch der spätere Kaiser Wilhelm I. ließ sich von Karl Friedrich Schinkel, einem der bedeutendsten Architekten des Historismus, das Schloss Babelsberg neu errichten, der König von Hannover die Marienburg, Königin Victoria und Prinz Albert erbauten Balmoral Castle in Schottland, Napoleon III. das Schloss Pierrefonds, der rumänische König die Schlösser Peleș und Pelișor, und noch Anfang des 20. Jahrhunderts ließ Kaiser Wilhelm II. verschiedene Burg- und Schlossprojekte realisieren, zum Beispiel das Residenzschloss Posen oder die Hohkönigsburg im Elsass; sein Sohn Kronprinz Wilhelm erbaute noch während des Ersten Weltkriegs in Potsdam den Cecilienhof als Amalgam aus englisch-normannischem Cottage- und Tudorstil. Aber nicht nur die Monarchen Europas wetteiferten um modische Neubauten dieser Art, auch Kleinfürsten und niederer Adel bemühten sich, soweit ihre wirtschaftlichen Verhältnisse es zuließen, um Neuerrichtung oder Neudekorierung im Stilmix der Zeit (so etwa die Schlösser Lichtenstein in Württemberg oder Frauenberg und Eisgrub in Tschechien).
Doch die Zeit der ganz großen Schlossbauten war in den meisten Ländern mittlerweile vorbei, aufgrund der stärker werdenden Bürgerschicht verlor der Adel langsam an Macht und Einfluss und große Bauprojekte wurden seltener. Durch das Erstarken der reicher werdenden Bürgerschicht wurden im Historismus repräsentative Um- oder Neubauten von großen, repräsentativen Villen durch ihre Nutzer oder den Volksmund ebenfalls als Schloss bezeichnet, wie das als Fabrikantenvilla errichtete Schloss Eckberg in Dresden. Selbiges gilt für eine Reihe von Guts- bzw. Herrenhäusern.

### Prachtbauten ab dem 20. Jahrhundert

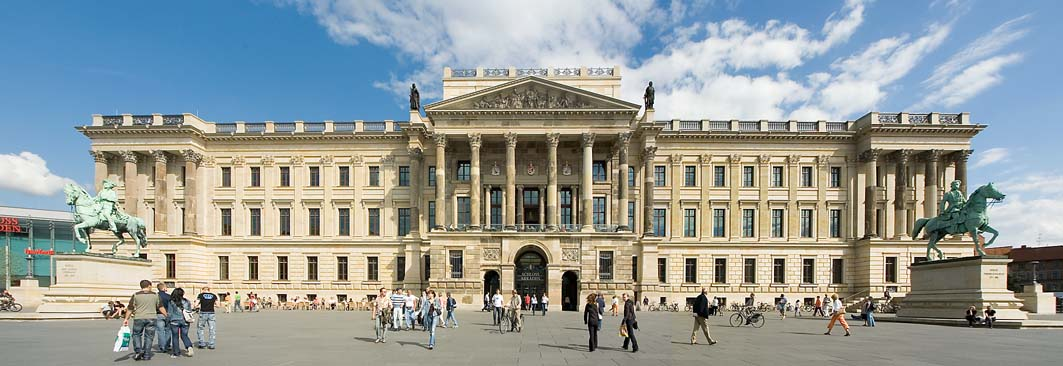
Rekonstruktion der Fassade des Braunschweiger Schlosses

Mit dem Ersten Weltkrieg und dem Abdanken der meisten europäischen Monarchien war die Zeit des Schlossbaus endgültig beendet. Nur wenige große, einst landesfürstliche Residenzschlösser gehören im 21. Jahrhundert noch ihren ursprünglichen Besitzern und werden bewohnt, im Gegensatz zu kleineren Schlössern und Gutshäusern. Für viele Anlagen musste nach neuen Nutzungskonzepten gesucht werden, wie im Schloss von Münster oder im Leineschloss in Hannover. Sofern sie Revolutionen, Brände oder den Zweiten Weltkrieg überstanden haben, sind die Schlösser inzwischen Museen oder Zentren von Kultur, häufig eine Herausforderung für den Denkmalschutz und kostspielig im Unterhalt und der Pflege. Gleichzeitig sind sie aber auch wertvolle Zeugen vergangener Epochen, Anziehungspunkt für viele Besucher und dadurch manchmal auch ein wichtiger Wirtschaftsfaktor.
Wo die Schlösser nach ihrem Abriss fehlen, so das Berliner Schloss oder das Potsdamer Stadtschloss, wurde kontrovers über Sinn und Nutzen eines Wiederaufbaus diskutiert. Einerseits bildeten viele Schlossbauten den Kernbereich der Siedlungen, die später zu Städten wurden, und gehören daher schon im historischen Kontext untrennbar zu einer Region. Zudem befand sich hier früher das Zentrum der Politik, die den betreffenden Landstrich geprägt hat. Andererseits ist auch den Befürwortern eines Wiederaufbaus bewusst, dass hierbei hohe Kosten entstehen, die wiederherzustellenden Kunstwerke keine historischen mehr, sondern eben Rekonstruktionen sind und dass es keine ursprüngliche Verwendung mehr für die Gebäude gibt. Ebenfalls wird kritisiert, dass für den Nachbau des Berliner Schlosses der tatsächlich historisch bedeutende Palast der Republik abgerissen wurde.

## Beispiele verschiedener Epochen und nach Ländern

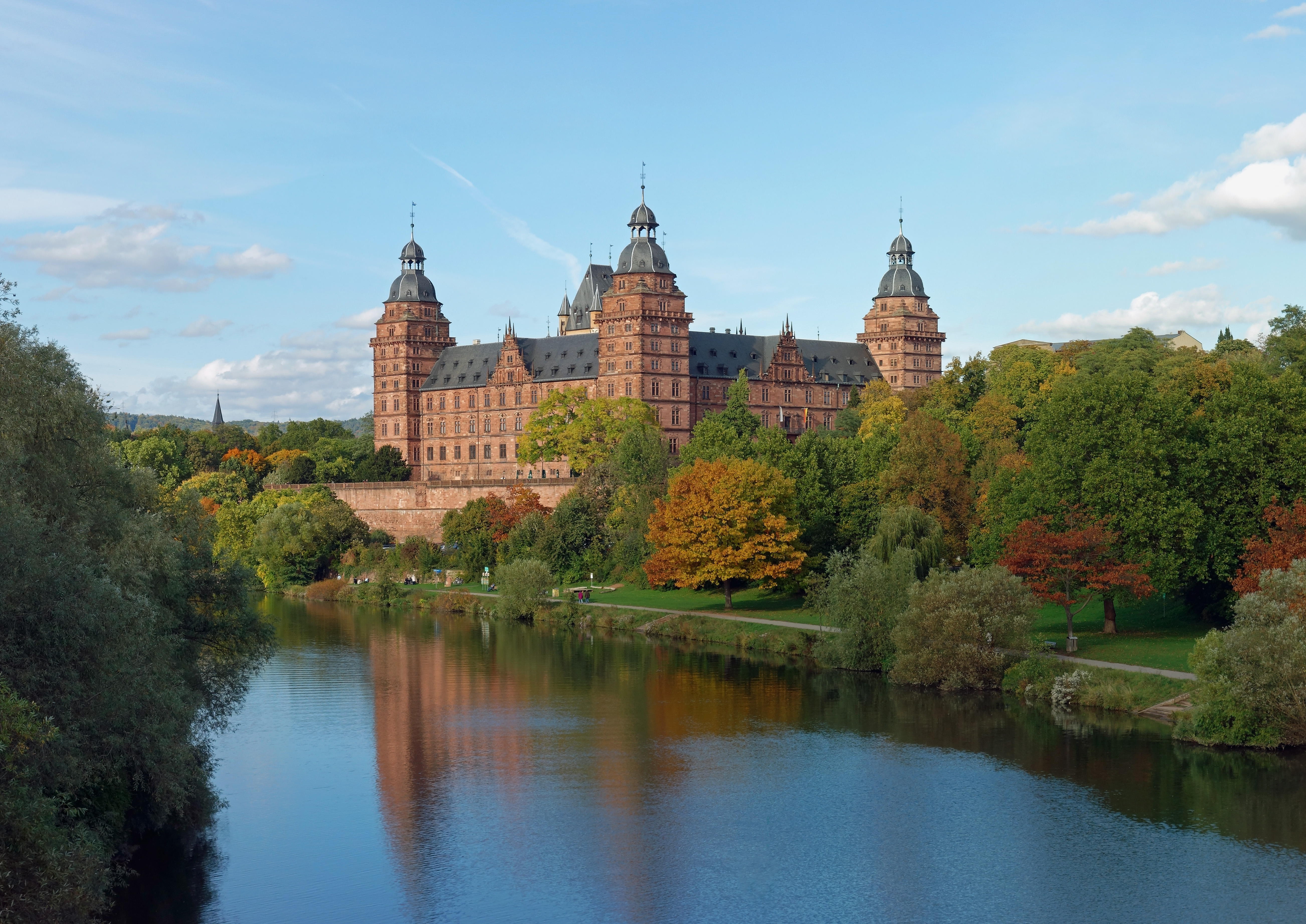
Manierismus: Schloss Johannisburg in Aschaffenburg

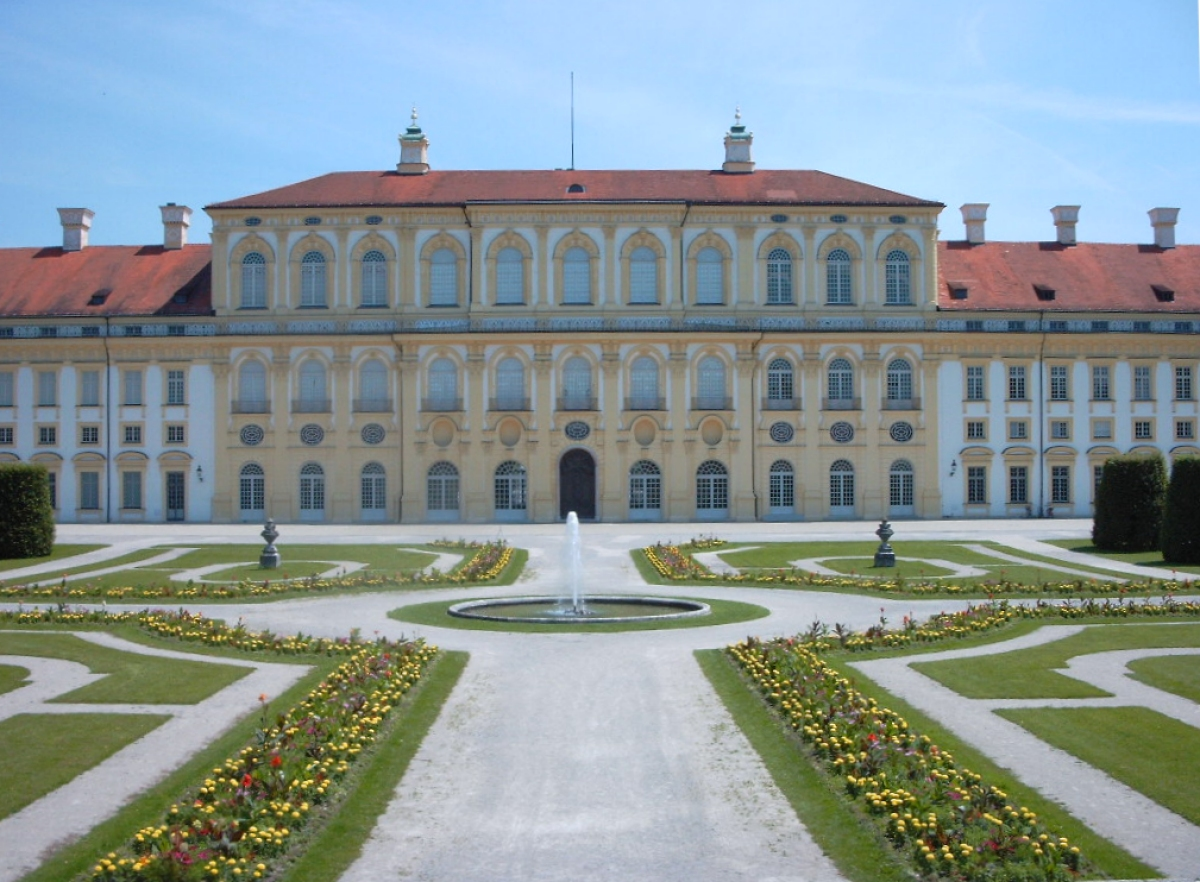
Barock: Neues Schloss Schleißheim bei München

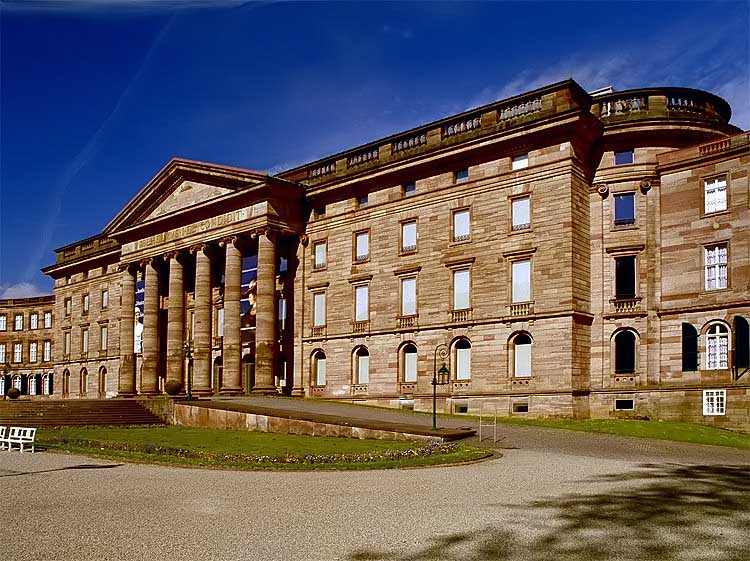
Klassizismus: Schloss Wilhelmshöhe in Kassel

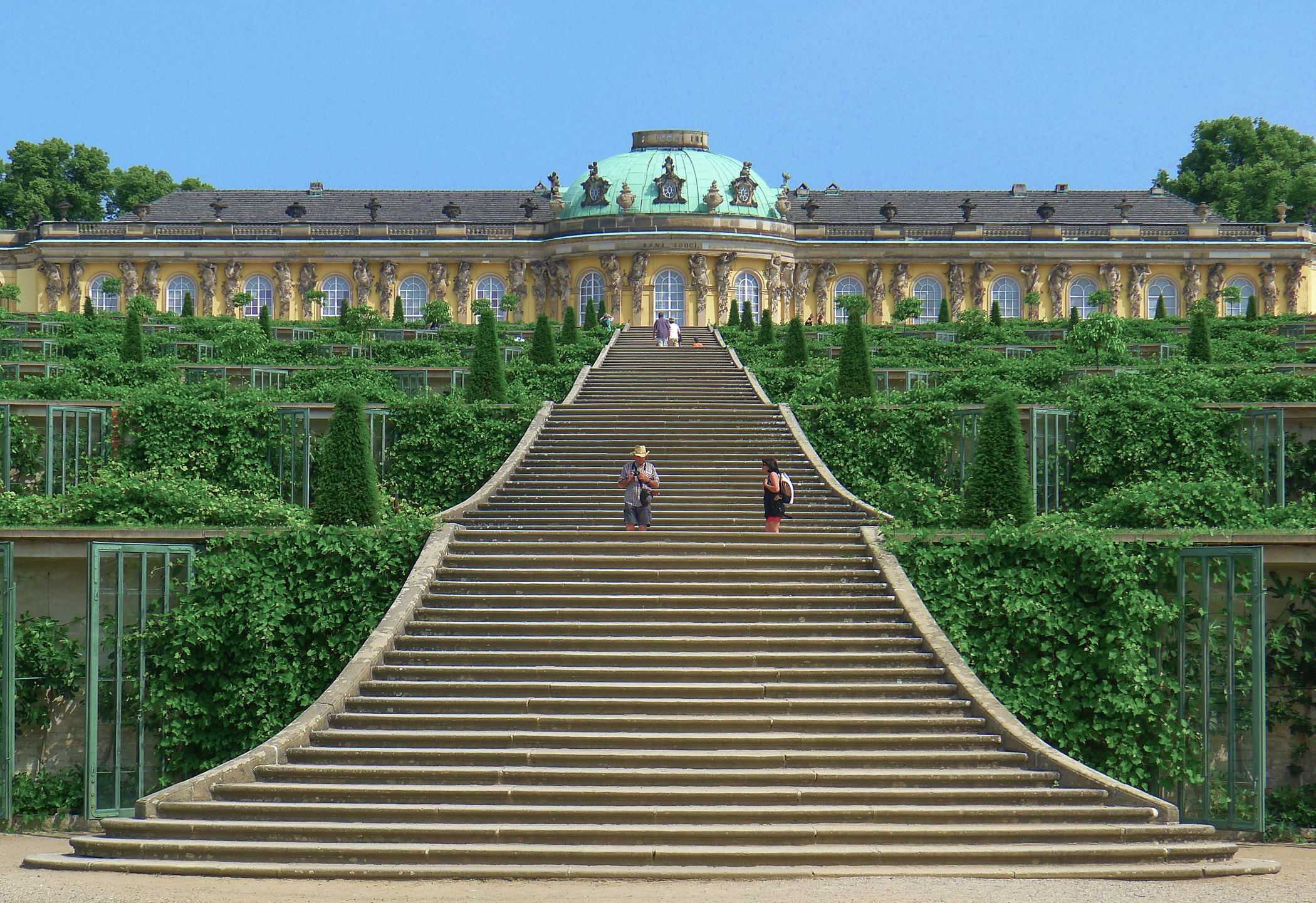
Rokoko: Schloss Sanssouci in Potsdam

Diese Aufzählung stellt eine Auswahl von Schlössern verschiedener Epochen dar. Sie erhebt keinen Anspruch auf Vollständigkeit, sondern soll die kunsthistorische Entwicklung des Schlossbaus in unterschiedlichen Regionen beispielhaft näher beschreiben.

### Deutschland
(weitgehend unbefestigte) Schlossbauten der Romanik und Gotik
- Wüstes Schloss Osterland bei Oschatz, Sachsen

Spätgotische Schlossbauten
- Albrechtsburg (Schlossneubau an früherer Burgstelle ab 1471), Meißen, Sachsen, gilt als der erste Schlossbau im heutigen Deutschland[5]
- Schloss Sachsenburg in Frankenberg/Sachsen
- Schloss Rochsburg in Lunzenau
- Schloss Wurzen

Renaissanceschlösser
- Altes Schloss Stuttgart
- Fürstliches Residenzschloss Detmold
- Schloss Glücksburg
- Schloss Güstrow
- Fürstenhof (Wismar)
- Schloss Hartenfels (Torgau)

Schlösser des Manierismus
- Berg- und Lusthaus Hoflößnitz in Radebeul
- Heidelberger Schloss, Ottheinrichsbau
- Schloss Johannisburg in Aschaffenburg
- Münchner Residenz, Grottenhof und Brunnenhof
- Schloss Wolfach

Barockschlösser
- Schloss Oranienburg, in Oranienburg
- Schloss Pommersfelden, nahe Bamberg
- Schloss Friedenstein, in Gotha
- Zwinger (Dresden), in Dresden
- Schloss Moritzburg, in Moritzburg
- Schloss Börln, in Dahlen
- Schloss Ludwigsburg, in Ludwigsburg
- Schloss Mannheim, in Mannheim
- Schloss Osnabrück, in Osnabrück
- Neues Palais, in Potsdam
- Neues Schloss Stuttgart
- Schloss Sanssouci, in Potsdam
- Schloss Favorite, in Rastatt
- Kurfürstliches Palais, in Trier
- Würzburger Residenz, in Würzburg

Klassizistische Schlösser
- Schloss Bellevue, Berlin
- Schloss Wilhelmshöhe, Kassel
- Schloss Paretz, Ketzin
- Schloss Ludwigslust, Ludwigslust
- Marmorpalais, Potsdam
- Schloss Rosenstein, Stuttgart
- Weimarer Stadtschloss

Historistische Schlösser
- Schloss Callenberg, Coburg

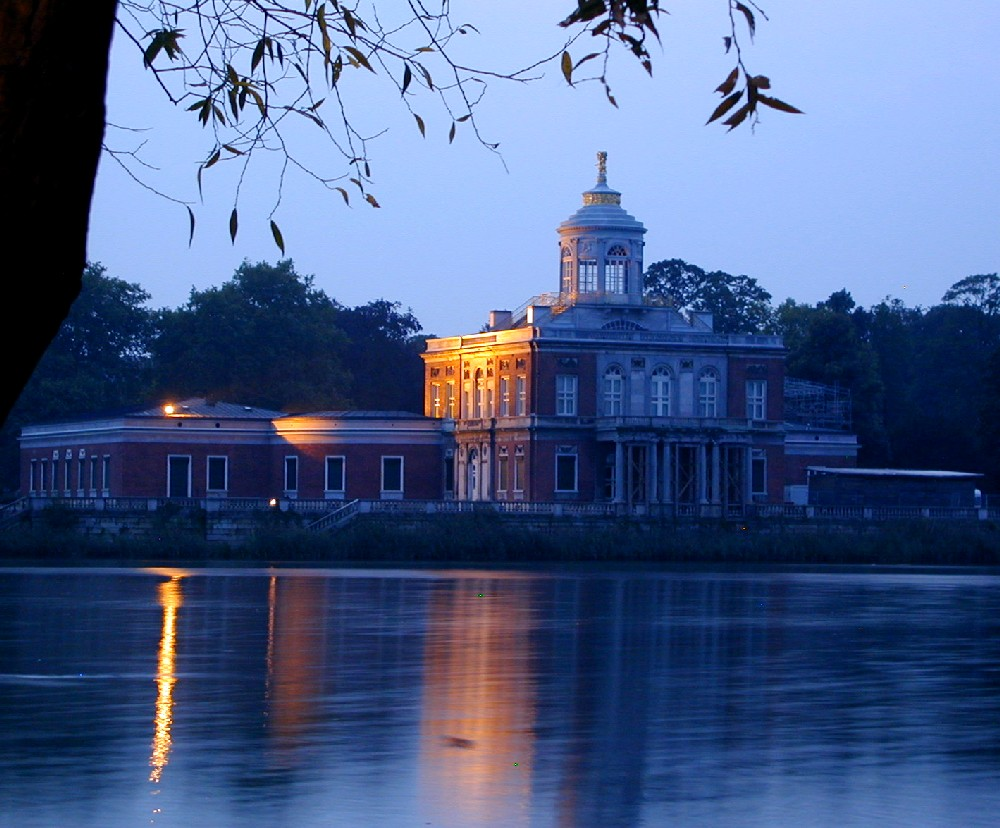
Frühklassizismus in Preußen: das Marmorpalais in Potsdam

- Schloss Linderhof, Ettal (Oberbayern)
- Schloss Neuschwanstein, Allgäu
- Schloss Hohenschwangau, Schwangau
- Schloss Lichtenstein (Württemberg)
- Schloss Babelsberg, Potsdam
- Schweriner Schloss
- Schloss Marienburg (Pattensen)

Große Residenz-Schlösser, über diverse Bauepochen hinweg genutzt

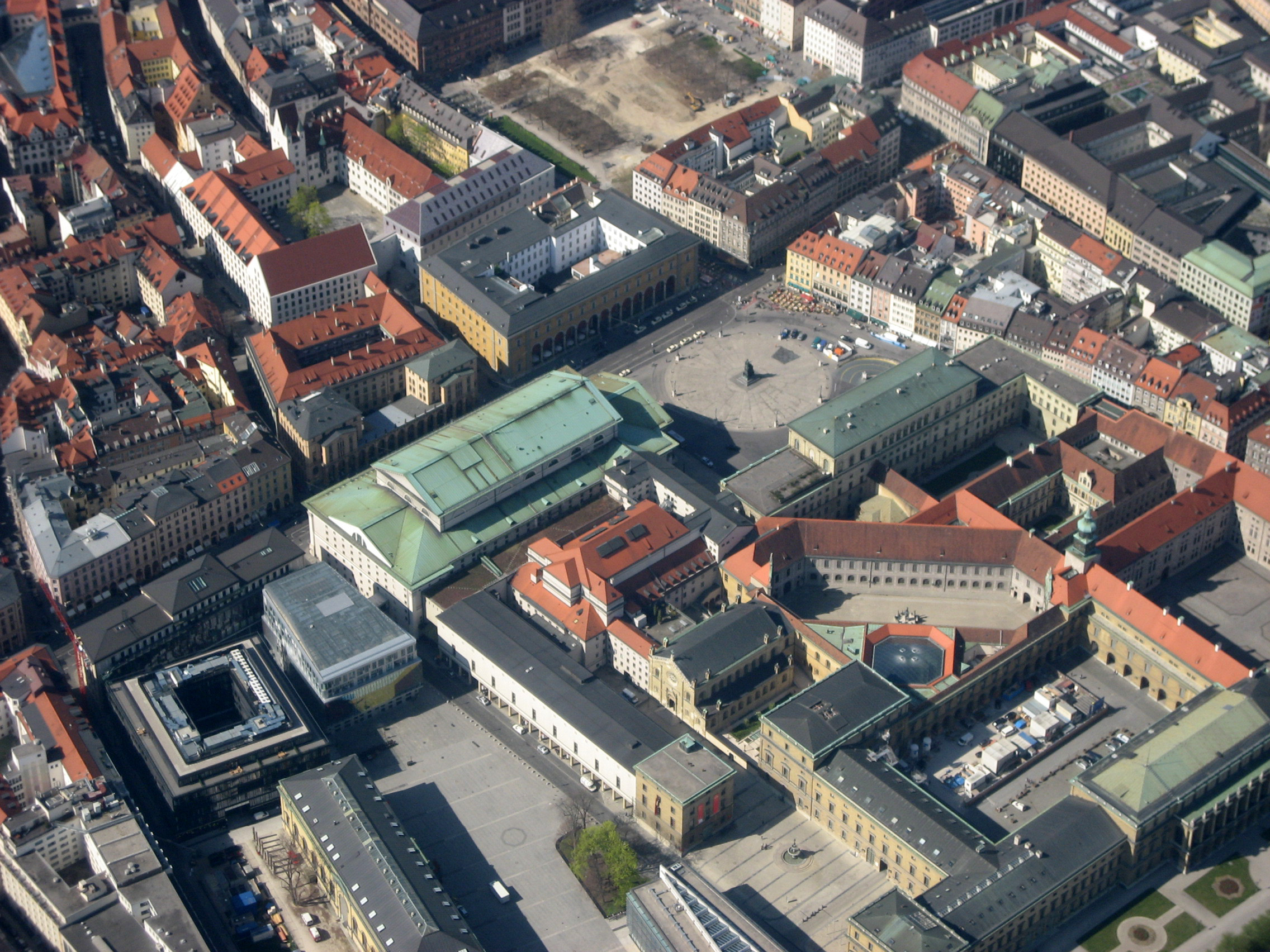
Münchner Residenz und Nationaltheater München (mit grünem Dach)

- Münchner Residenz
- Residenzschloss (Dresden)
- Berliner Schloss

### Österreich
Renaissanceschlösser
- Schloss Neuhaus in Kärnten

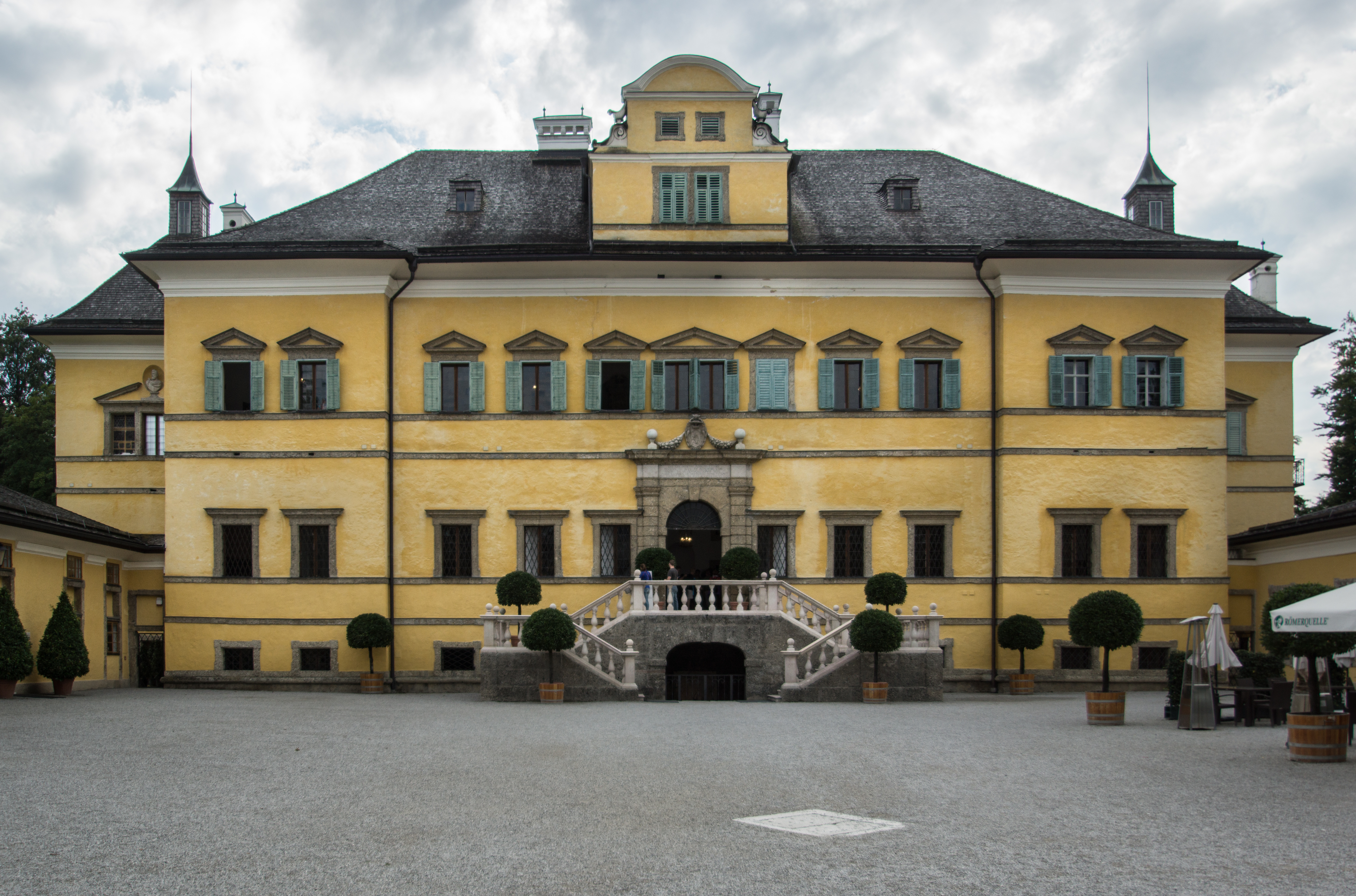
Frühbarock: Schloss Hellbrunn in Salzburg, Österreich

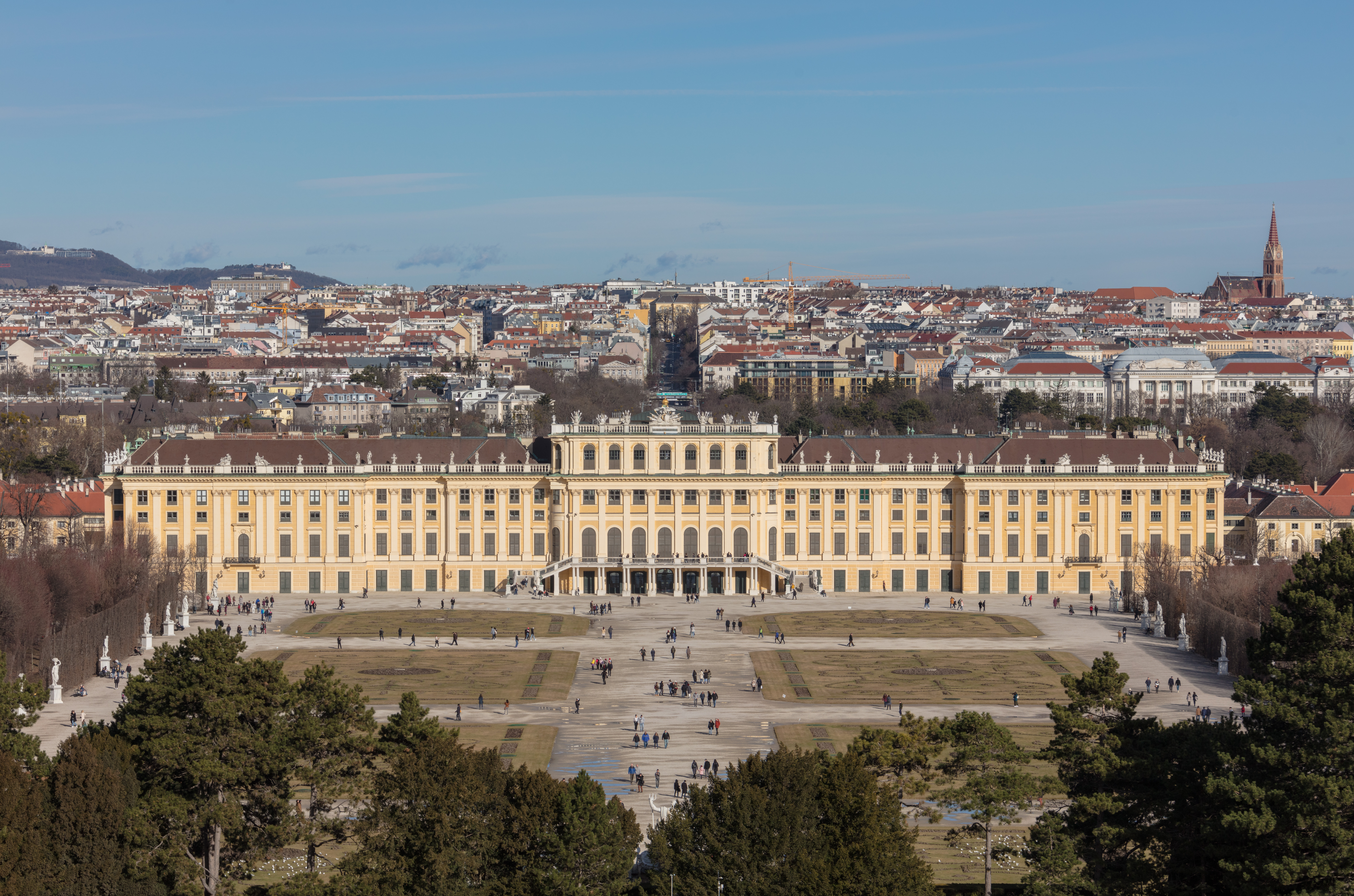
Schloss Schönbrunn wurde im Spätbarock in Wien erbaut, 1817–1819 durch Johann Nepomuk Amann im Sinne eines biedermeierlichen Klassizismus verändert. Auch der ehemalige Barockgarten wurde im 19. Jahrhundert verändert.

- Schloss Greinburg, Grein an der Donau
- Schloss Aistersheim
- Schloss Kobersdorf
- Schloss Würting, Oberösterreich

Schlösser des Manierismus
- Schloss Hellbrunn, in Salzburg
- Schloss Neugebäude, in Wien

Barockschlösser
- Schloss Esterházy (Eisenstadt)
- Schloss Eggenberg (Graz)
- Schloss Mirabell, Salzburg
- Schloss Belvedere, Wien

Klassizistische Schlösser
- Schloss Liechtenstein (Niederösterreich)

Historistische Schlösser
- Burg Liechtenstein, in Maria Enzersdorf
- Burg Kreuzenstein, Niederösterreich

Große Residenz-Schlösser, über diverse Bauepochen hinweg genutzt
- Hofburg, Wien
- Schloss Schönbrunn, Wien

### Italien
Schlossbauten der Romanik
- Palazzo Dandolo-Farsetti, Venedig
- Palazzo Corner-Loredan, Venedig

Gotische Schlossbauten

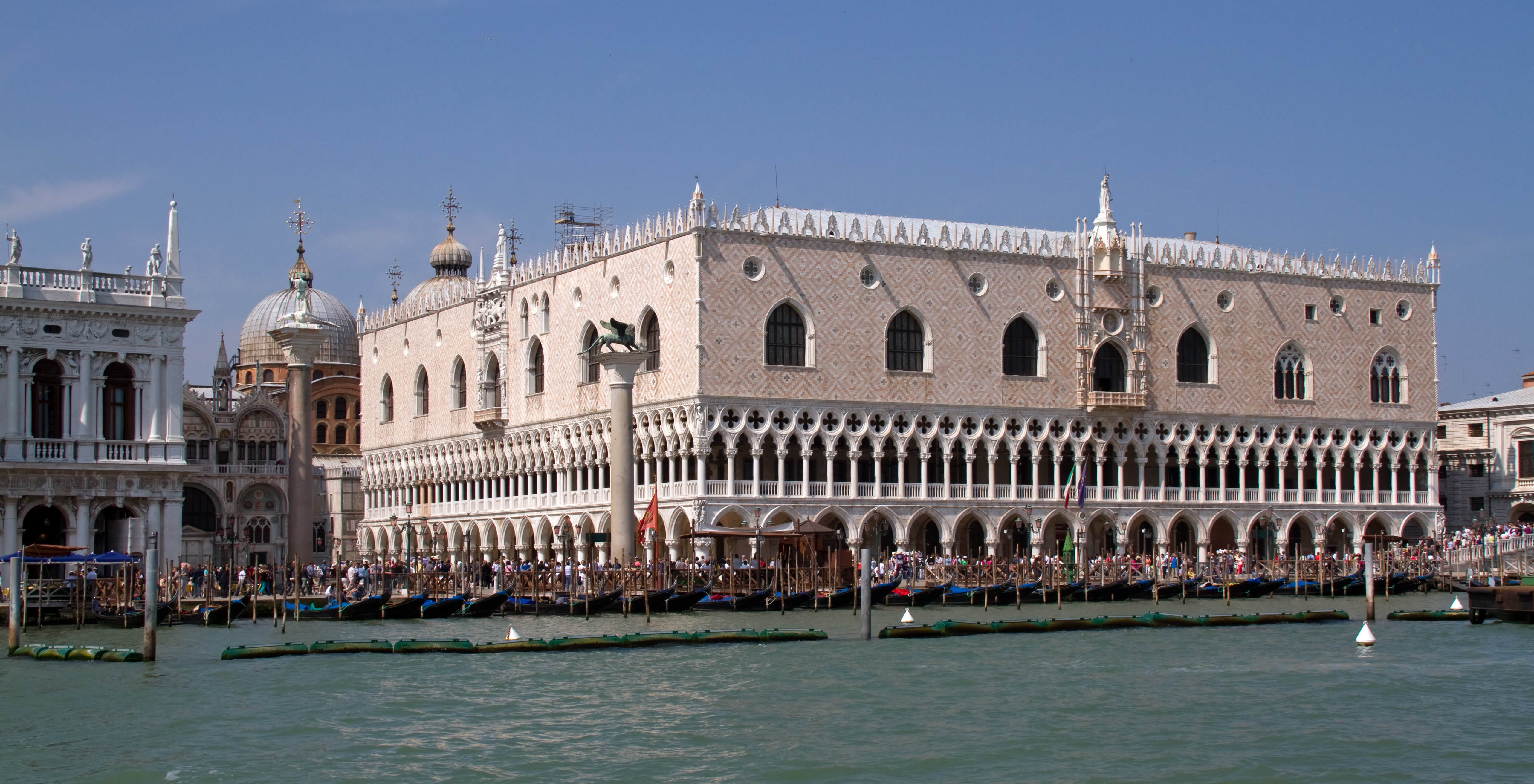
Venezianische Gotik: Der Dogenpalast von Venedig

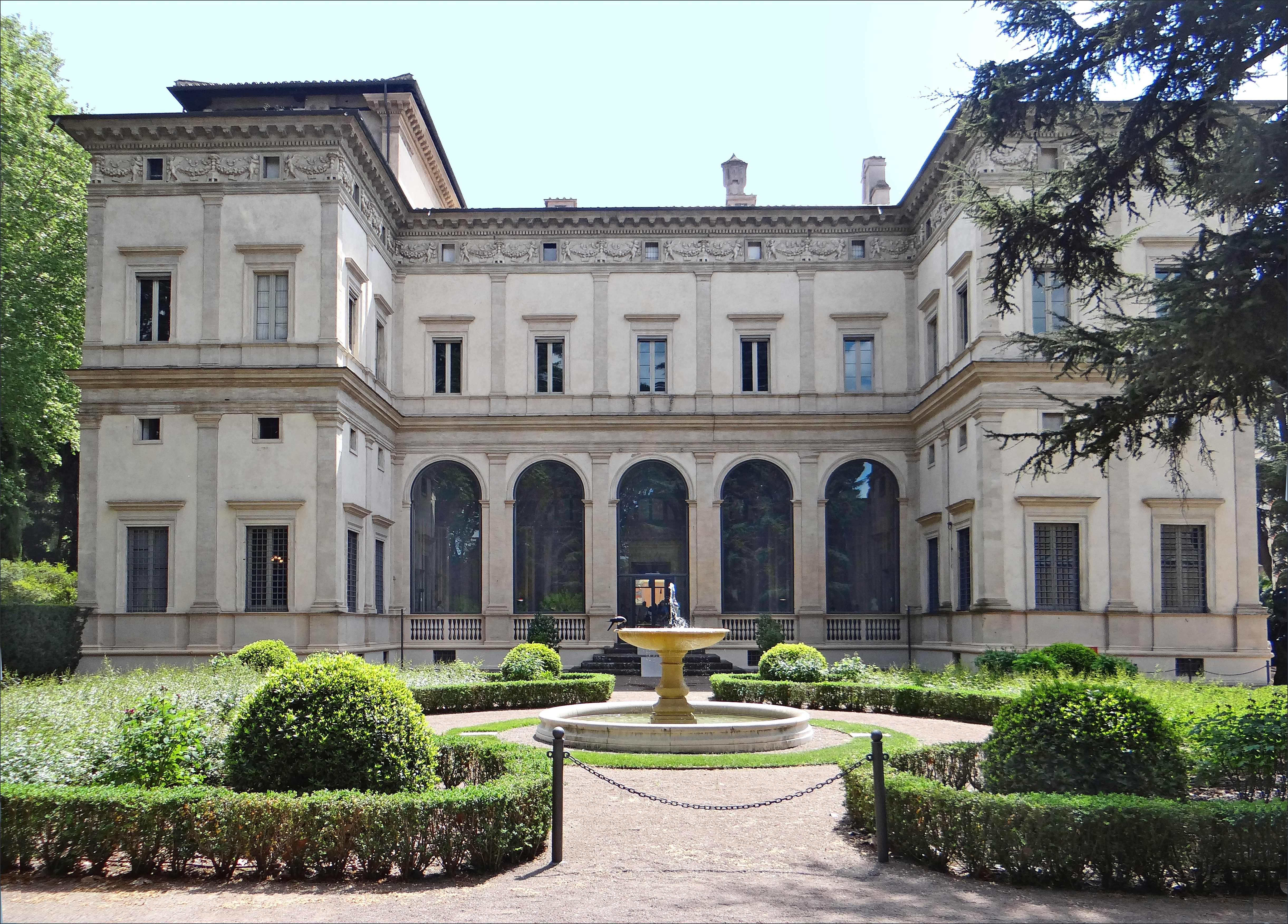
Renaissance: Villa Farnesina in Rom

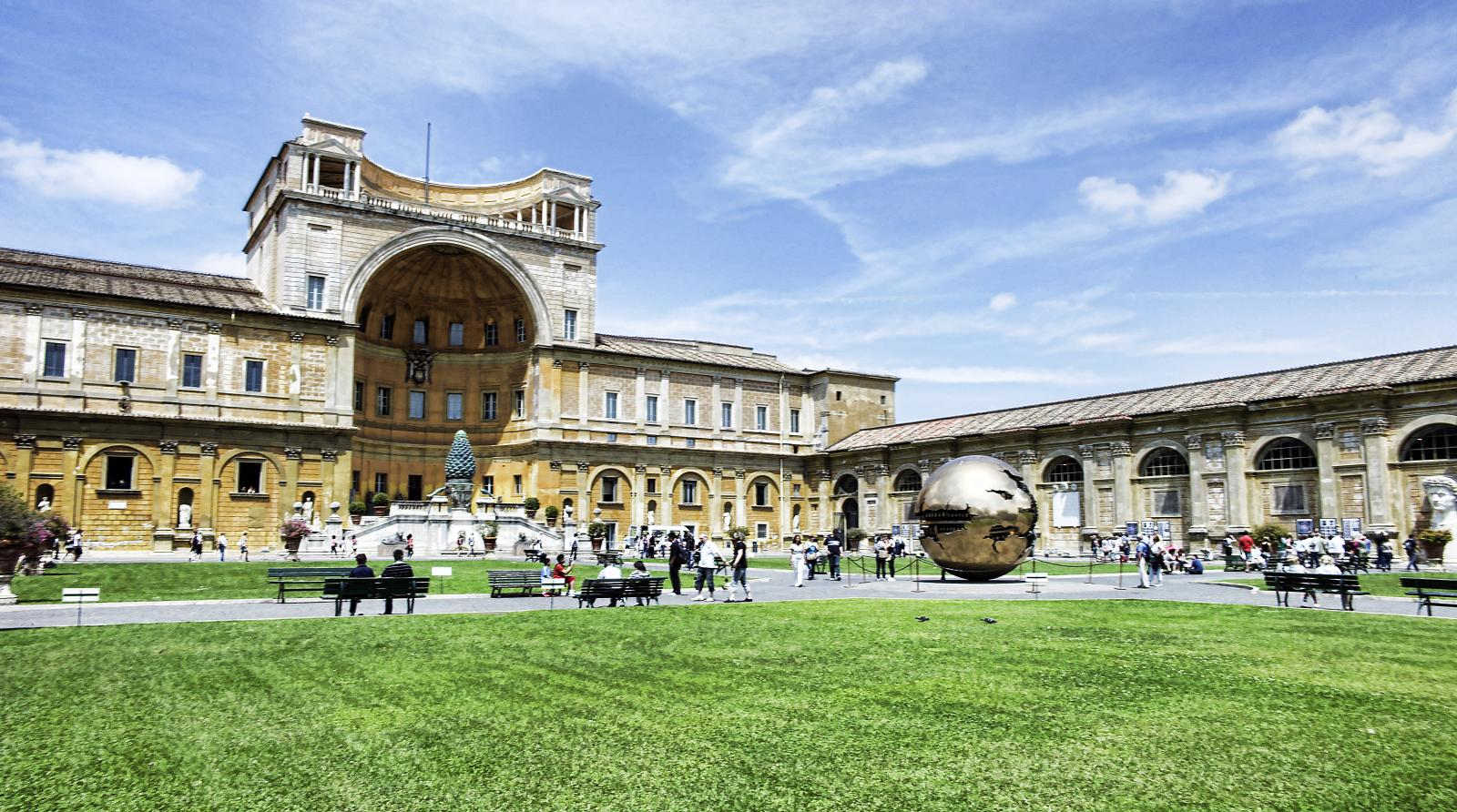
Renaissance/Manierismus: Cortile della Pigna im Vatikanspalast, Rom

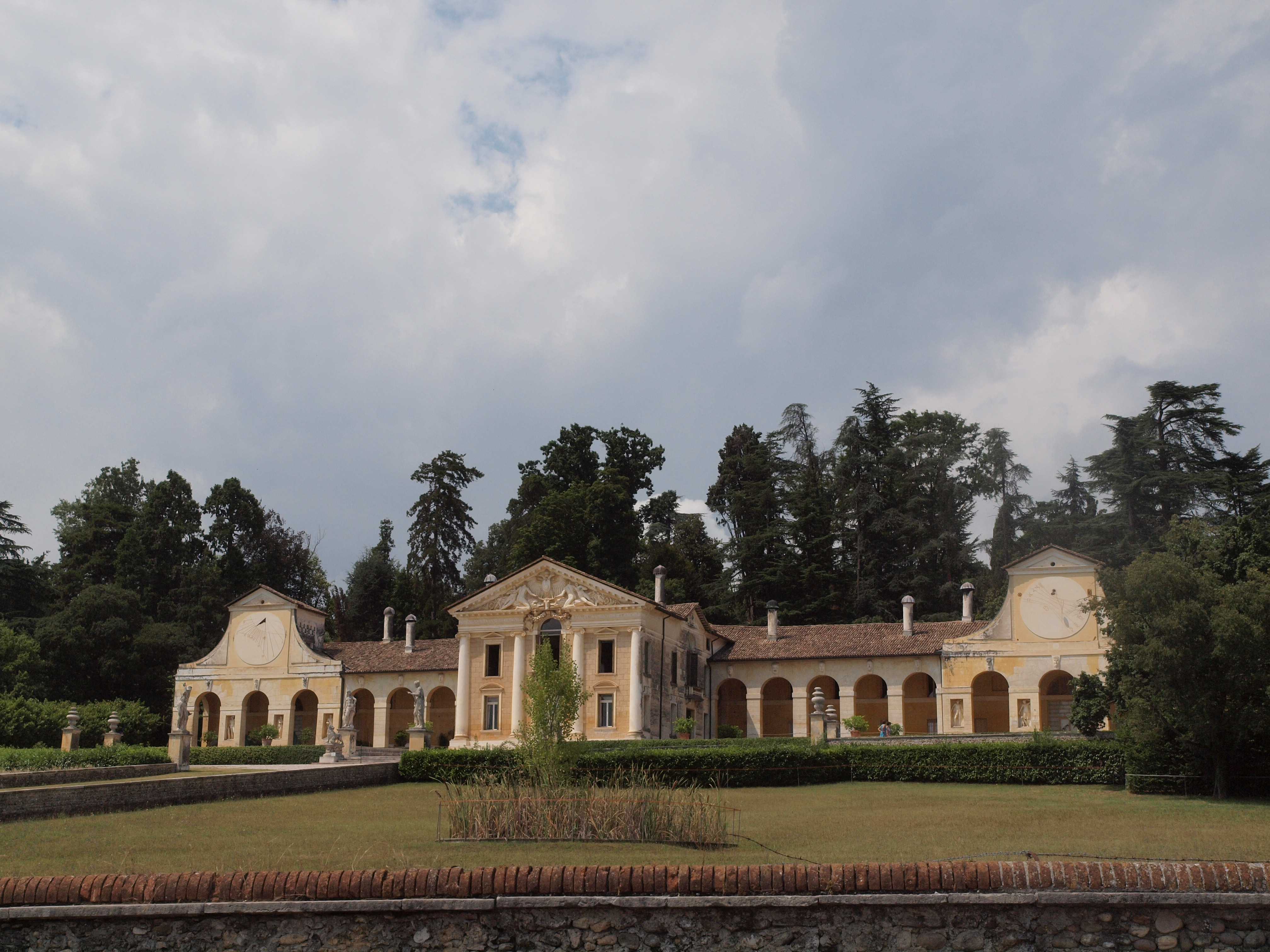
Spätrenaissance (Palladio): Villa Barbaro in Maser, Stadt Asolo in Venetien

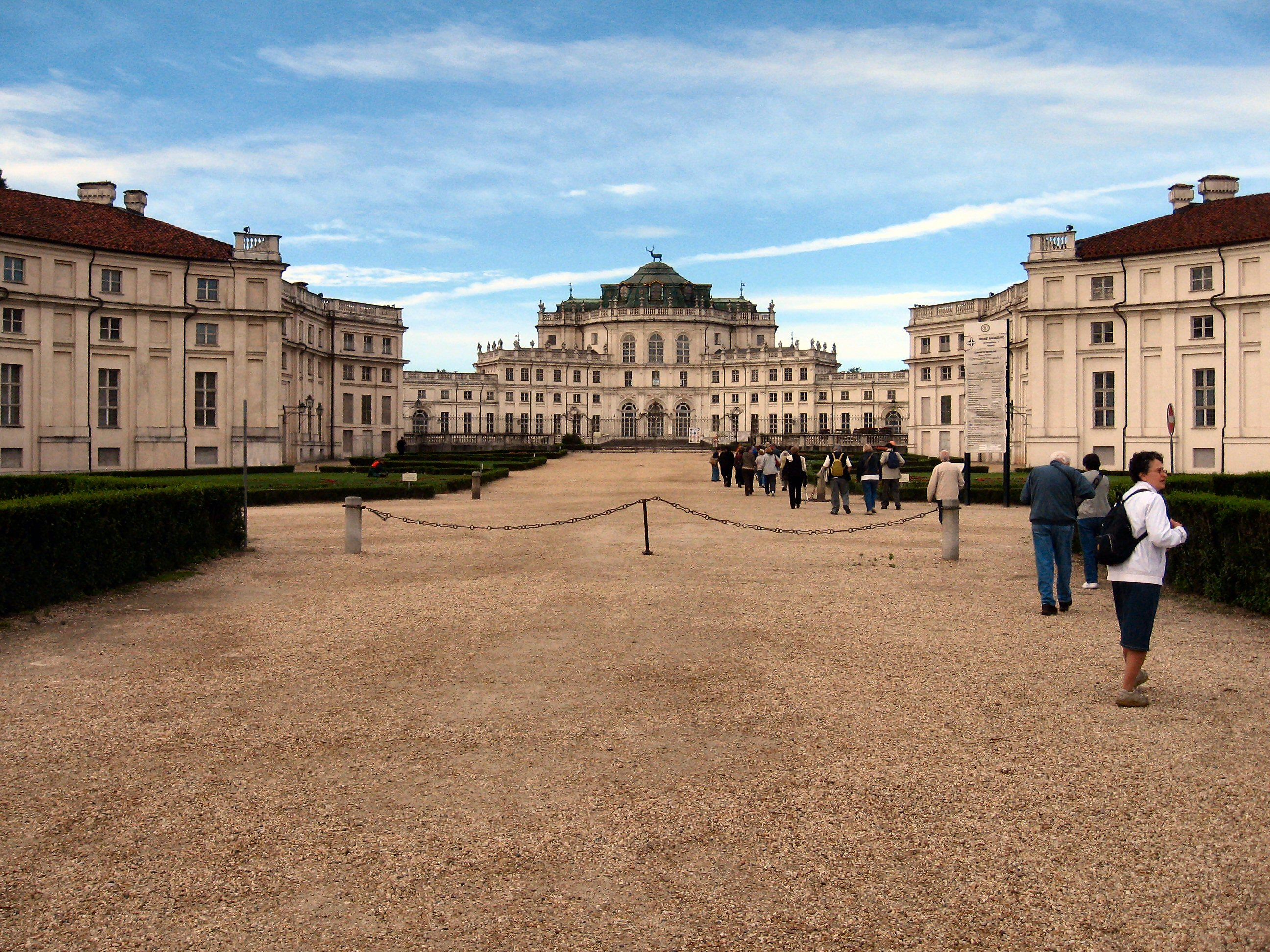
Spätbarock: Schloss Stupinigi bei Turin, Italien

- Dogenpalast in Venedig (in Renaissance und Manierismus ergänzt)
- Ca’ d’Oro, Venedig
- Ca’ Foscari, Venedig
- Palazzo Contarini Fasan (bekannt als Casa di Desdemona), Venedig

Renaissanceschlösser
- Palazzo Medici Riccardi, Florenz
- Vatikanspalast, Rom
- Quirinalspalast, Rom
- Palazzo Farnese, Rom (+ Manierismus)
- Villa Farnesina, Rom
- Palazzo Ducale, Urbino (Baubeginn: Gotik)
- Palazzo Corner Spinelli, Venedig
- Palazzo Dario, Venedig
- Palazzo Dolfin Manin, Venedig
- Villa Barbaro, Maser (Venetien)
- Villa Badoer, Provinz Rovigo (Venetien)
- Villa Emo, Provinz Treviso (Venetien)
- Villa Valmarana, Provinz Vicenza (Venetien)
- Villa Valmarana ai Nani, Provinz Vicenza (Venetien)

Schlossbauten des Manierismus
- Palazzo Farnese, Caprarola
- Palazzo Pitti, Florenz (Baubeginn: Renaissance)
- Palazzo del Te, Mantua
- Villa d’Este, Tivoli (Latium)
- Villa Lante bei Viterbo

Barockschlösser
- Palazzo Reale (Genua)
- Palazzo Barberini, Rom
- Palazzo Corsini, Rom
- Palazzo Spada, Rom (Baubeginn im Manierismus)
- Palazzo Doria-Pamphilj, Rom
- Villa Borghese (Rom), Rom (im Klassizismus umgestaltet)
- Königlicher Palast (Turin), Turin
- Schloss Stupinigi bei Turin
- Ca’ Pesaro, Venedig
- Ca’ Rezzonico, Venedig

Klassizistische Schlösser
- Schloss Caserta bei Neapel

Große Residenz-Schlösser, über diverse Bauepochen hinweg genutzt
- Palazzo Vecchio, Florenz (Baubeginn: Romanik)
- Palazzo Ducale (Mantua) (Baubeginn: Romanik/Gotik)
- Palazzo Reale (Neapel), Neapel (Baubeginn: Barock)

### Frankreich
Renaissanceschlösser
- Schloss Azay-le-Rideau
- Schloss Chambord bei Blois
- Schloss Chenonceau

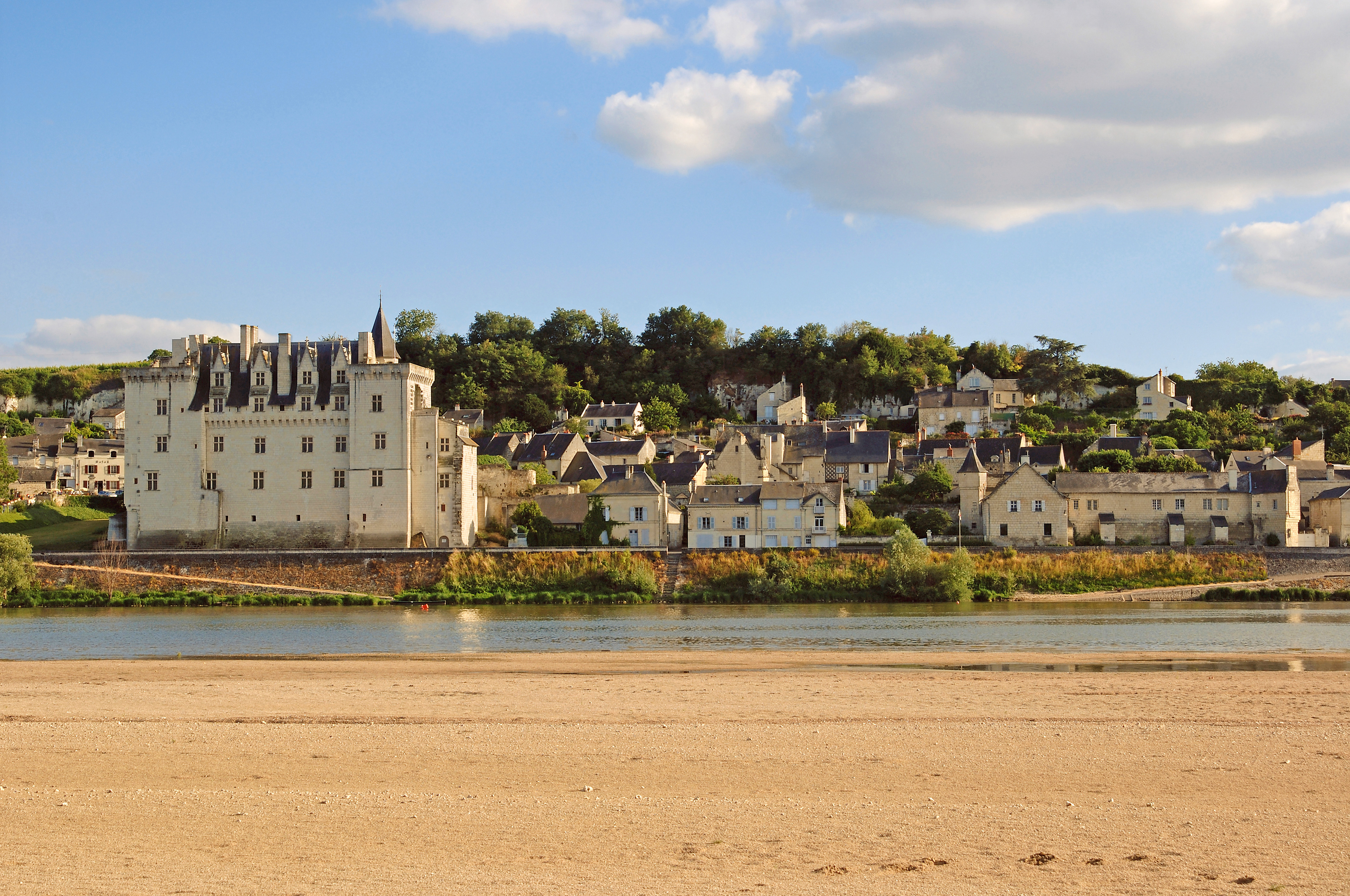
Renaissance: Schloss Montsoreau in der Marktstadt Montsoreau im Département Maine-et-Loire, Frankreich

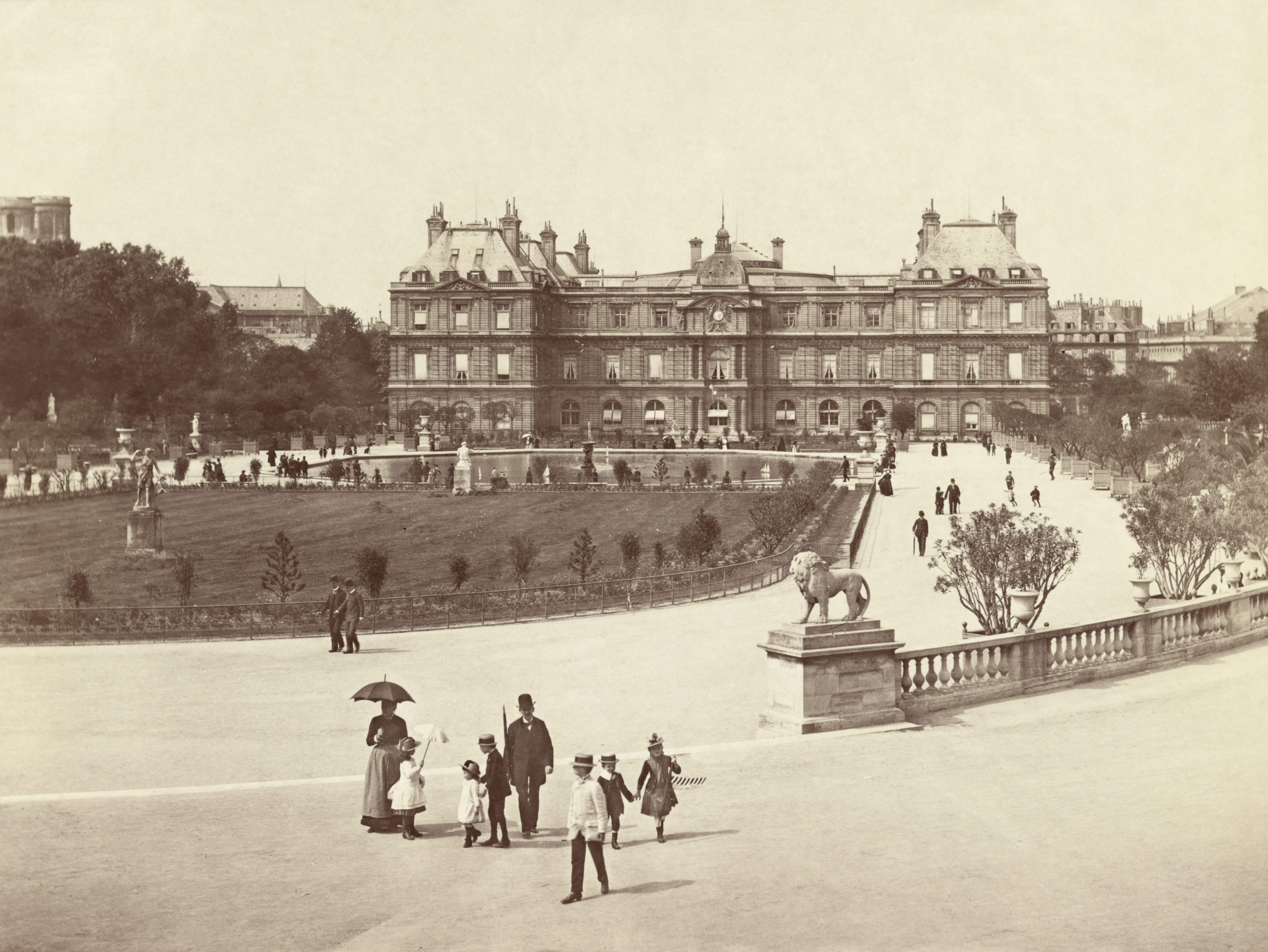
Frühbarock: Palais du Luxembourg im 6. Arrondissement von Paris

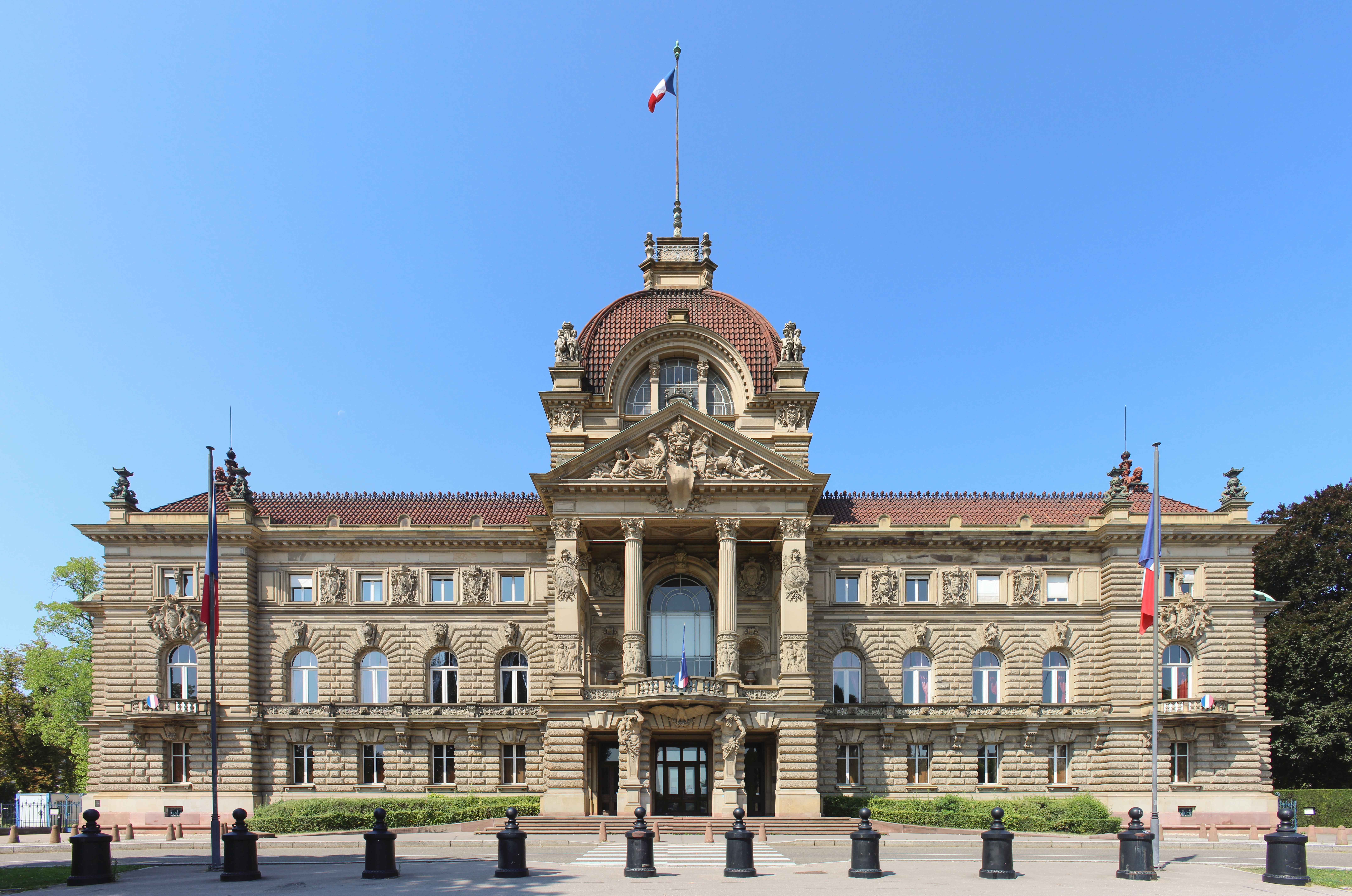
Historismus: Palais du Rhin, Straßburg, Frankreich

- Schloss Fontainebleau (viele Ergänzungen in späteren Epochen)
- Schloss Montsoreau
- Schloss Villandry

Barockschlösser
- Schloss Cheverny
- Palais du Luxembourg, Paris
- Schloss Vaux-le-Vicomte, bei Melun
- Schloss Versailles

Klassizistische Schlösser
- Schloss Compiègne
- Petit Trianon bei Versailles

Historistische Schlösser
- Schloss Chantilly (teilweise noch Originalbauten des Barock)
- Palais du Rhin, Straßburg

Große Residenz-Schlösser, über diverse Bauepochen hinweg genutzt
- Schloss Amboise
- Schloss Blois
- Schloss Fontainebleau
- Palais du Louvre

### Vereinigtes Königreich
Renaissanceschlösser
- St James’s Palace in London

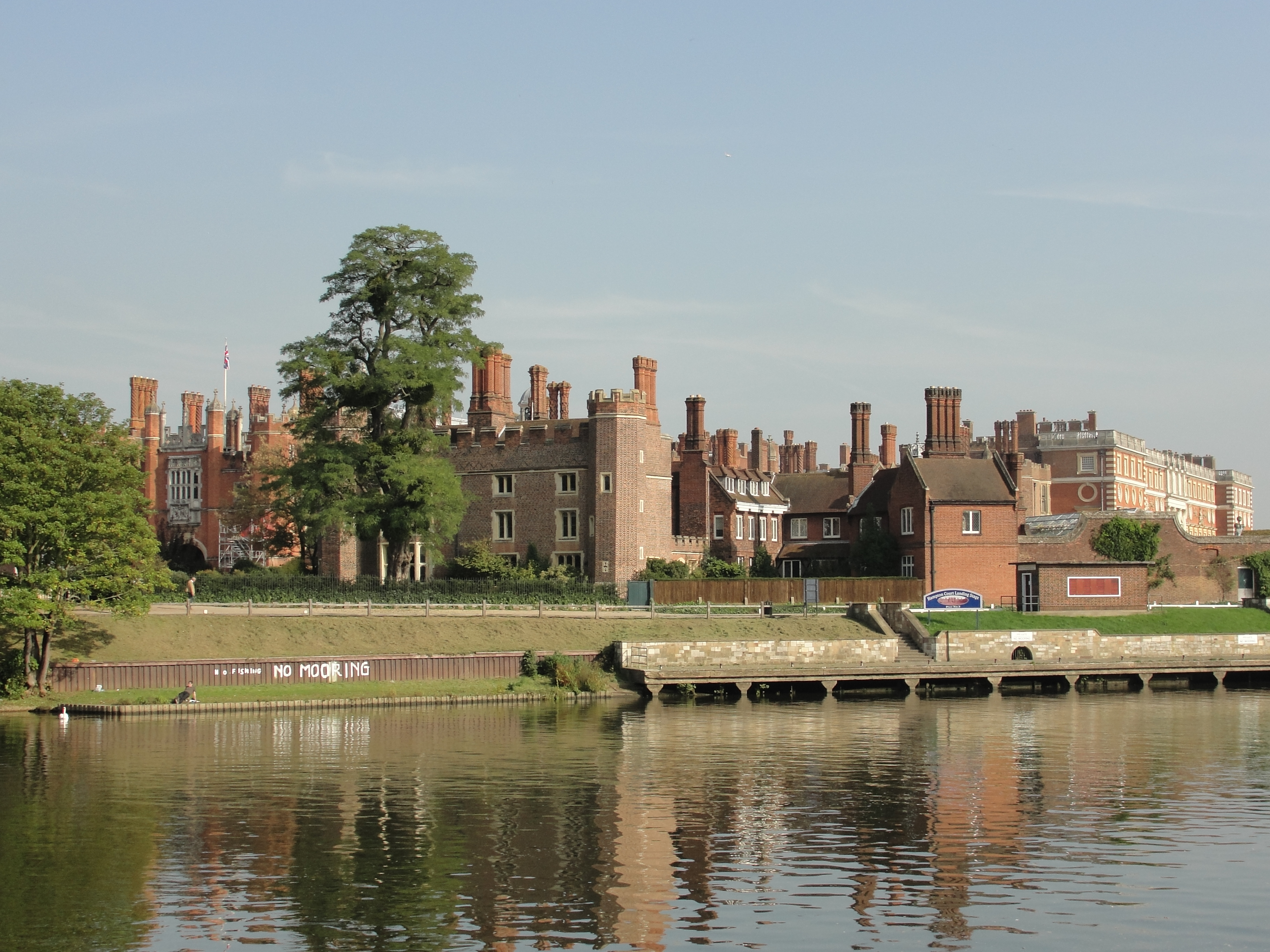
Hampton Court Palace in London, Vereinigtes Königreich (Renaissanceschloss, rechts der Barockflügel)

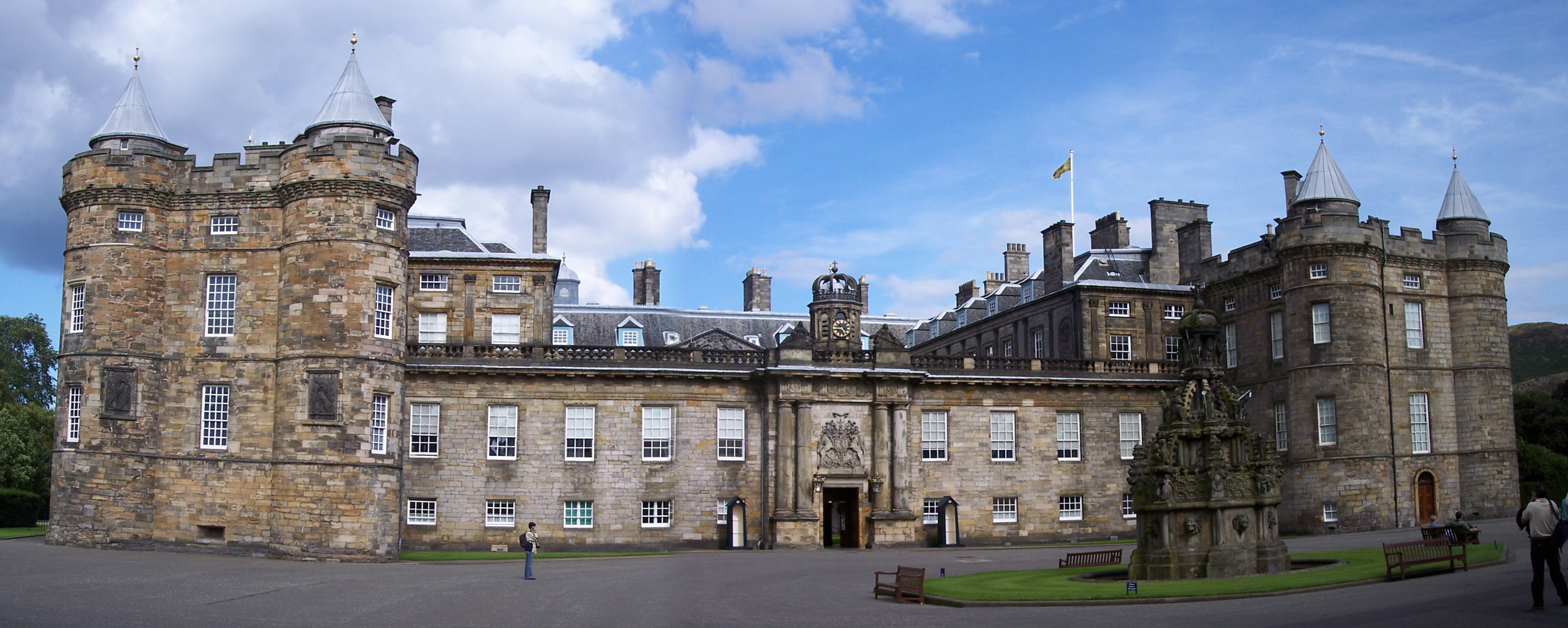
Gotik und im Stil der Renaissance: Holyrood Palace oder Holyroodhouse in Edinburgh, Schottland

- Hampton Court Palace (mit barockem Erweiterungstrakt)

Barockschlösser
- Holyrood Palace, Edinburgh (unter Einbezug älterer Teile)
- Blenheim Palace bei Oxford
- Castle Howard, Grafschaft York
- Chatsworth House, Derbyshire
- Kensington Palace, London

Große Residenz-Schlösser, über diverse Bauepochen hinweg genutzt
- Buckingham Palace, London
- Windsor Castle

### Russland
Renaissanceschlösser
- Facettenpalast im Moskauer Kreml

Barockschlösser
- Katharinenpalast
- Schloss Peterhof

Klassizistische Schlösser
- Eremitage (Sankt Petersburg)
- Pawlowsk (Sankt Petersburg)
- Taurisches Palais

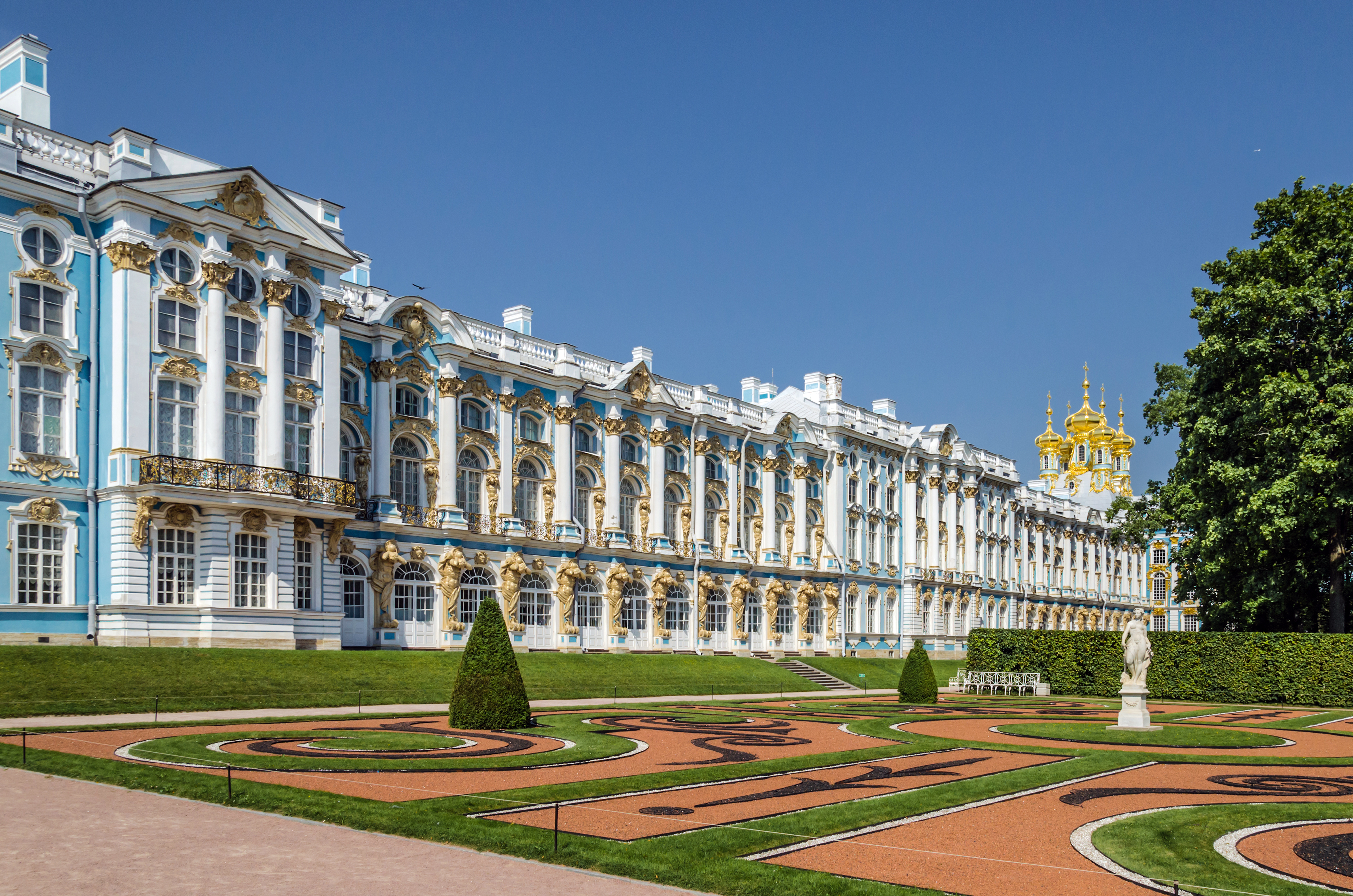
Spätbarock: Katharinenpalast in Zarskoje Selo (Puschkin), etwa 25 km südlich von Sankt Petersburg

- Michajlow-Palast, siehe Russisches Museum

Historistische Schlösser
- Wladimir-Palast
- Großer Kremlpalast

## Spezielle Schlösser
- Jagdschloss
- Lustschloss
- Sommerresidenz
- Bischofsresidenz
- Witwensitz
- Alcázar (Schloss) – Bezeichnung verschiedener spanischer Schlösser